# Zingst
Das Ostseeheilbad Zingst ist eine amtsfreie Gemeinde im Nordwesten des Landkreises Vorpommern-Rügen in Mecklenburg-Vorpommern, Landesteil Vorpommern. Zur Gemeinde gehört fast die gesamte gleichnamige Halbinsel sowie die ihr südlich vorgelagerten Inseln Kirr und Barther Oie. Die Gemeinde ist seit 2002 ein staatlich anerkanntes Seeheilbad.

## Geographie

### Geographische Lage

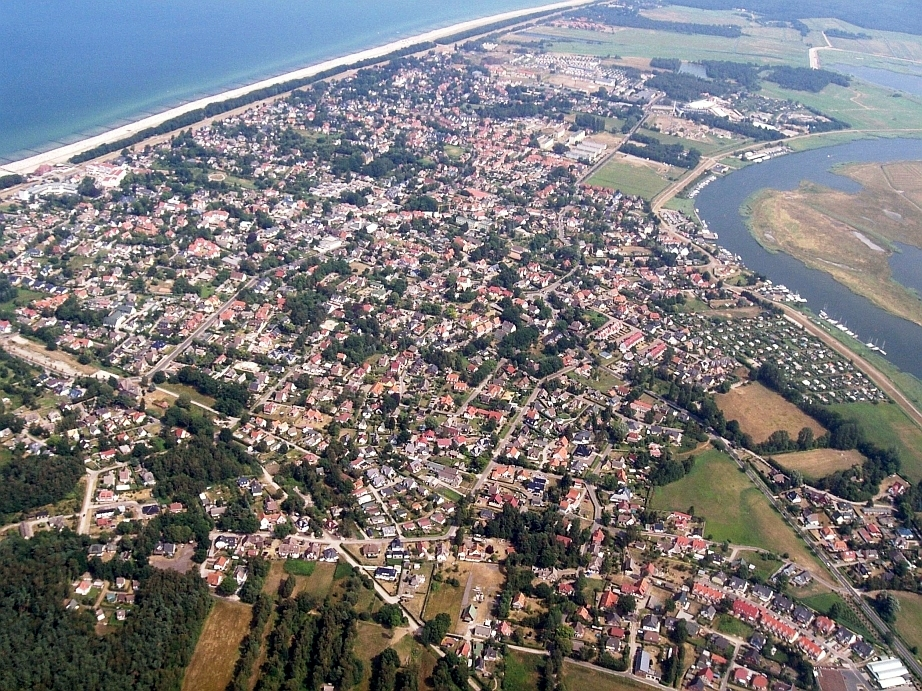
Luftbild von Zingst aus dem Jahr 2006

Die Halbinsel Zingst oder der Zingst ist der östliche Teil der Halbinsel Fischland-Darß-Zingst, die zwischen den Städten Rostock und Stralsund an der südlichen Ostseeküste liegt. Der Zingst schließt sich in einer Länge von knapp 20 km und einer Breite von 2 bis 4 km von Westen nach Osten östlich an die Halbinsel Darß an und wird nördlich von der Ostsee und südlich vom Barther Bodden und Grabow begrenzt, die zur Darß-Zingster Boddenkette gehören. Durch Versandung ist die ehemals östlich vorgelagerte Insel Großer Werder eine Halbinsel am Zingst geworden.
Die Verbindung zum Darß im Westen ist eine nur etwa 100 m breite Landbrücke direkt an der Ostsee. An dieser Stelle wurde im Jahre 1874 nach dem großen Ostseesturmhochwasser 1872 der Prerower Strom künstlich geschlossen, der vorher Bodden und Ostsee verbunden hatte. Erst seit dieser Zeit ist Zingst keine Insel mehr.
Der Siedlungskern des Ortes Zingst liegt zwischen dem Freesenbruch im Westen, der Ostsee im Norden, der Alten Straminke, einem ehemaligen Meeresarm mit einem ihn umgebendem Sumpfgebiet, im Osten und dem Zingster Strom im Süden. Die Gemeinde liegt kaum oberhalb des Meeresspiegels, so dass der Ort zum Schutz vor Sturmhochwassern von Deichen eingeschlossen ist. Östlich des Hauptortes am Zingster Strom befindet sich die Ortslage Müggenburg. Östlich der Gemeinde liegt ein größeres, sehr wildreiches Waldgebiet, der Osterwald. Daran schließen sich die Sundischen Wiesen an. Östlichster Punkt der Halbinsel ist der Pramort.

### Gemeindegliederung
Das Gebiet der Gemeinde ist nicht in Ortsteile aufgeteilt. Zur Ortslage Müggenburg südöstlich des Hauptortes am Zingster Strom  gehört die Ansiedlung Klein Kirr auf der Insel Kirr.

### Geologie

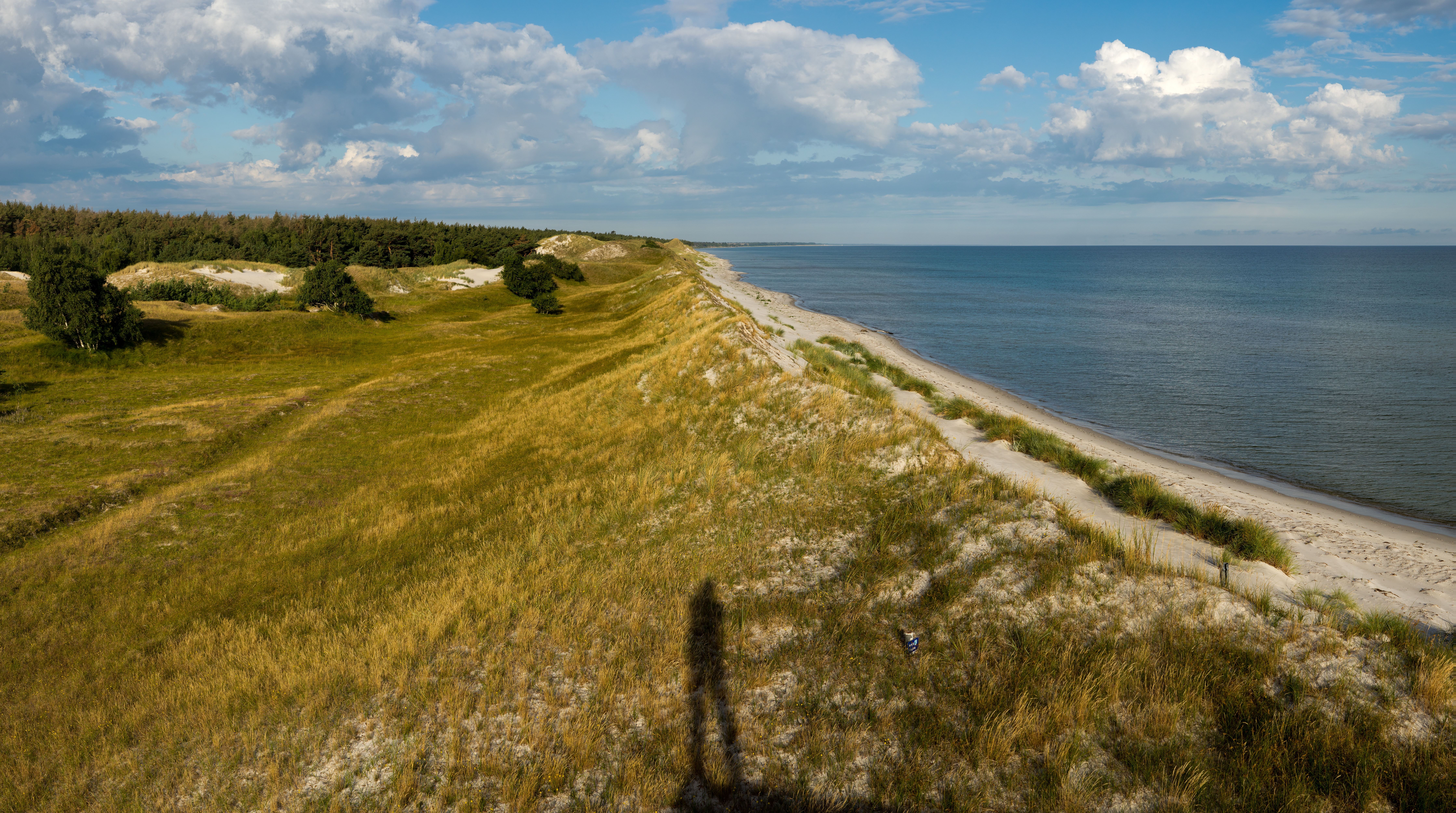
Blick vom Aussichtspunkt Hohe Düne bei Pramort nach Westen entlang der Nordküste von Zingst

Die ursprüngliche Insel Zingst ist eine geologisch sehr junge Landschaft. Der Entstehungsprozess begann vor zirka 12.000 Jahren mit dem Ende der Weichseleiszeit, die hier eine Jungmoränenlandschaft hinterließ. Durch das Abtauen des Inlandeises hob sich das darunter liegende Land und die Senken wurden mit Wasser gefüllt, der Vorgänger der späteren Ostsee, der Ancylussee entstand. So blieben nur noch die herausragenden Höhenrücken als Inseln bestehen. Die Großformen der Küsten im südlichen Bereich der Ostsee formten sich durch die Littorina-Transgression vor etwa 7.000 bis 2.500 Jahren. Vor zirka 5.000 Jahren erreichte der Meeresspiegel sein heutiges Niveau, die Kerne des heutigen Darß und Zingst wurden zu Inseln. Vor 4.500 Jahren wurde der Salzwasserzustrom aus der Nordsee stark eingeschränkt. Die Ostsee süßt seitdem langsam aus. Durch die Küstenerosion (Landabtragung, Verdriftung und Ablagerung) erlangten die damaligen Inseln im Laufe der Zeit ihre heutige Gestalt. Vor etwa 1.500 Jahren kam es durch die immer länger werdenden Nehrungen zur Abschnürung der dahinter liegenden Buchten, so dass die Darß-Zingster Boddenkette entstand. Im Jahr 1874 schließlich wurde der Prerower Strom zwischen dem Darß und dem Zingst künstlich geschlossen. Gegen Ende des 20. Jahrhunderts wurde die ehemalige Insel Großer Werder durch Versandung der Meeresenge zeitweise an den Zingst angeschlossen. Dieses Gebiet stellt ein Windwatt dar. Der Prozess der Landbildung geht im Osten der Halbinsel auch heute weiter. Zingst liegt zwischen den Anlandungsgebieten Darßer Ort und Bock, dadurch findet in West-Ost-Richtung ein Sedimenttransport statt, und der Strand vor Zingst verliert jährlich 40 cm. Der Verlust wurde aber meist durch Sturmhochwasser verursacht, so dass dieser Prozess heute stark abgeschwächt ist.

### Flora und Fauna

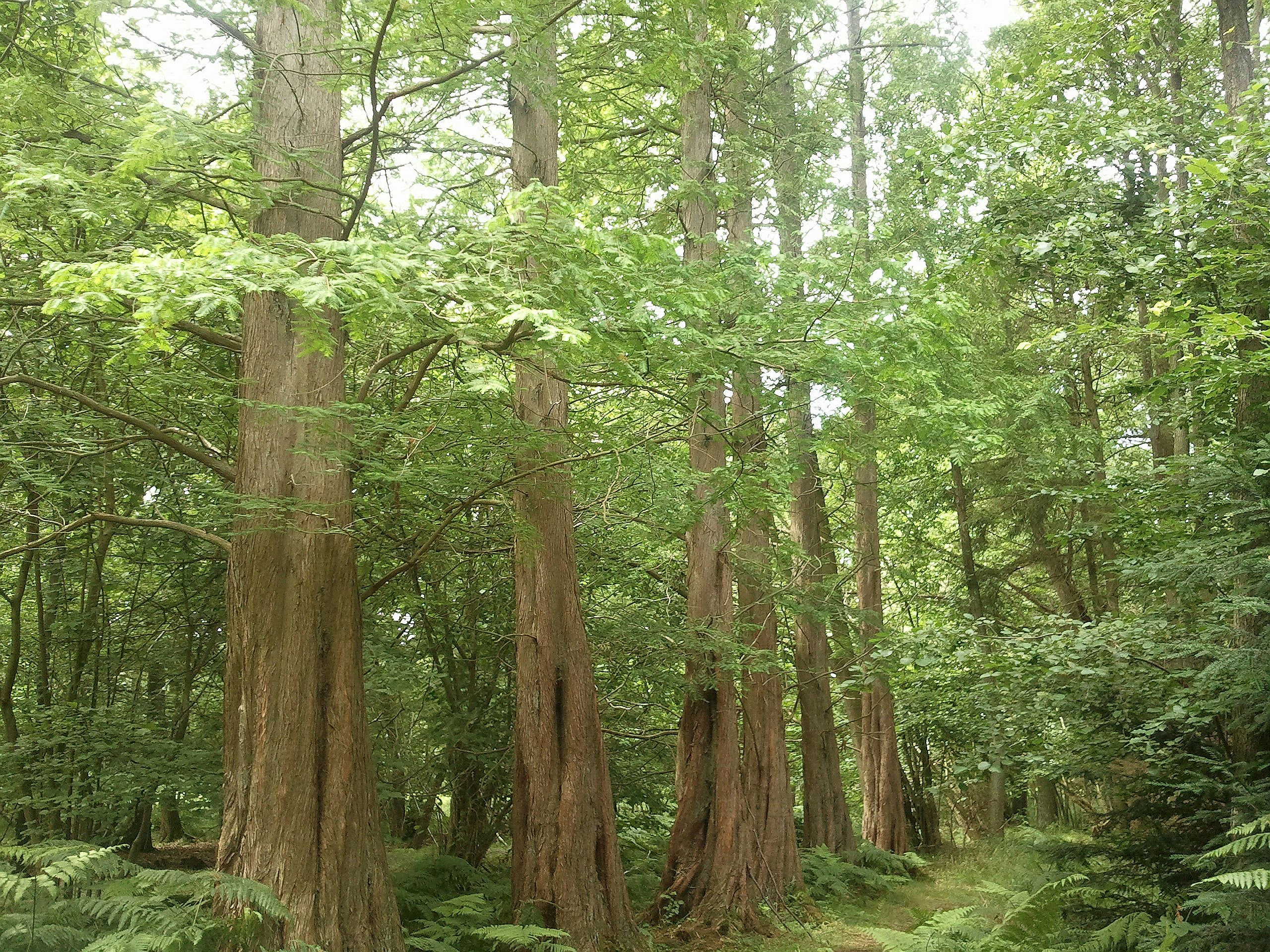
Urweltmammutbäume im Osterwald

Der Osterwald gilt als einziges Hochmoor in Mecklenburg-Vorpommern, das aber durch den menschlichen Eingriff teilweise ausgetrocknet wurde. Die Baumbestände umfassen hier unter anderem Birken, Stieleichen, Buchen und Kiefern. Weitere durch den Menschen angesiedelte Baumarten sind Erle, Fichte und die Tanne. Als Besonderheit gelten die 1955 gepflanzten Mammutbäume. Bei den Tierarten gibt es Populationen von Waldkauz, Gabelweihe und Sumpfohreule. Auch Baummarder sind häufiger anzutreffen.

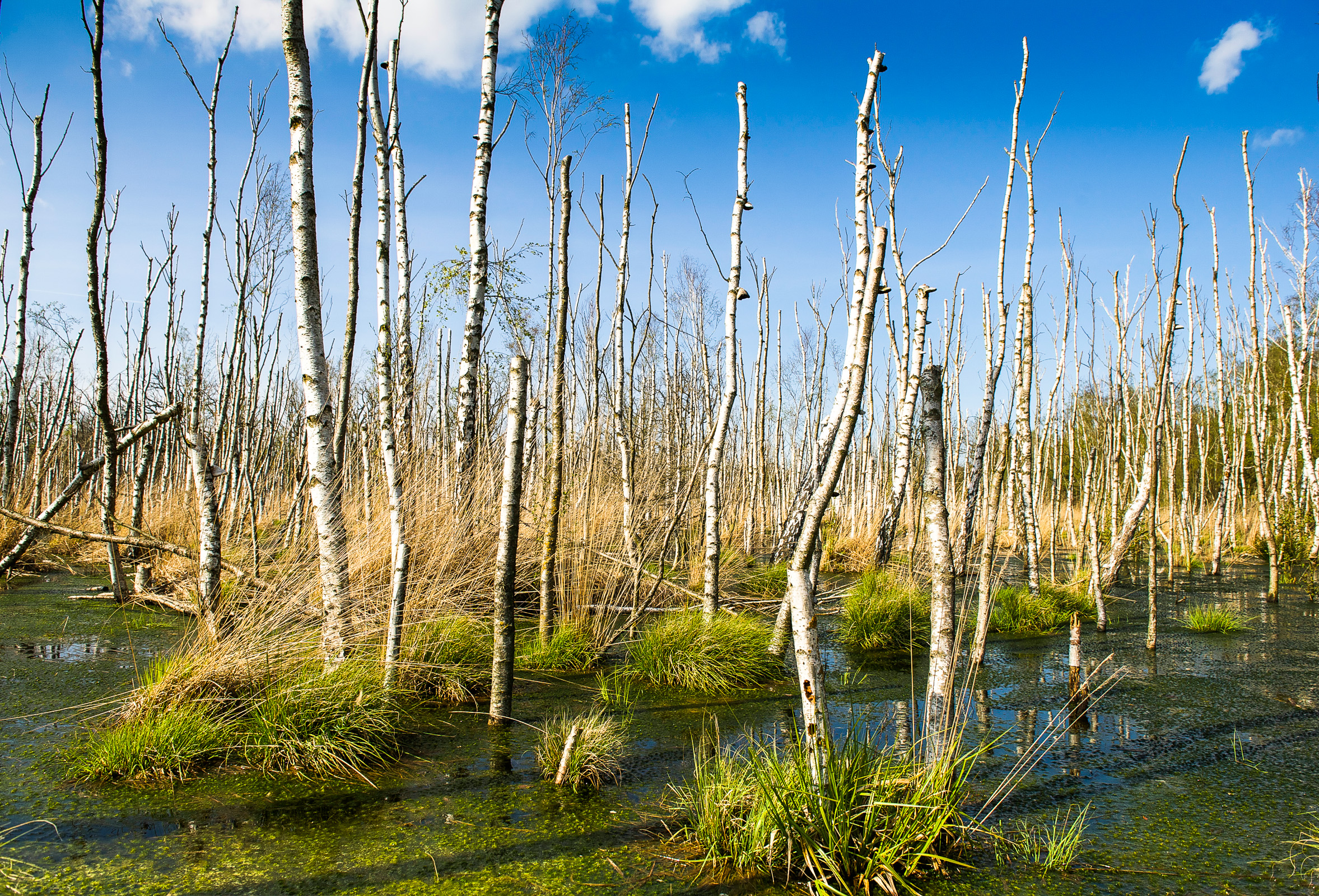
Moor-Birken nördlich der Sundischen Wiesen

Daran schließen sich östlich die Sundischen Wiesen an. Dieser Teil der Halbinsel sowie die umliegenden Ostsee- und Bodden-Gewässer und die südlich der Ortschaft Zingst gelegenen Vogelinseln Kirr und Barther Oie gehören zum Nationalpark Vorpommersche Boddenlandschaft. Der Bereich der Sundischen Wiesen ist sogar als Schutzzone I ausgewiesen. Am Beginn der Wiesen steht eine Station des Nationalparkamtes mit einer kleinen Ausstellung. Im Dünengebiet wachsen Strandhafer und Strandroggen mit ihren langen tiefgehenden Wurzeln, in den feuchten Spülsaumgebieten Salzkraut und Salzmiere. Im Gebiet nördlich der Fahrstraße dominieren Zwergsträucher wie Krähenbeere und Heidekraut. Vereinzelt gibt es Kiefernwäldchen. In den südlich liegenden Gebieten an der Boddenküste wachsen die Bodden-Binse, Flutstraußgras, Grasnelke, Queller und die Salzmiere.
Im Bereich der Sundischen Wiesen und den umliegenden Uferbereichen rasten während der Vogelzugzeit 9 der 15 bekannten Gänsearten und 35 verschiedene Küstenvogelarten.
Östlich des Zingstes liegt einer der größten Rastplätze für Kraniche in Europa, die hier bis zu einigen Wochen Rast machen. Die aus Skandinavien oder Nordrussland stammenden Kraniche ziehen ab Mitte August in größeren Rastgruppen über die Halbinsel. Die Zahl der rastenden Vögel erreicht zwischen Mitte und Ende Oktober ihren Höhepunkt mit mehreren 10.000 Vögeln. Der Abzug der Kraniche findet zwischen Mitte August und Mitte Oktober statt, gelegentlich auch noch im November. In Pramort an der Ostspitze der Halbinsel befindet sich ein Beobachtungspunkt. Der Zugang zum Pramort ist während der Zeit des Kranichzuges im Herbst reglementiert. Auch in der Nähe des Ortes Zingst befinden sich gegenüber der Insel Kirr einige Beobachtungsplätze.

## Geschichte

### Anfänge bis 1700

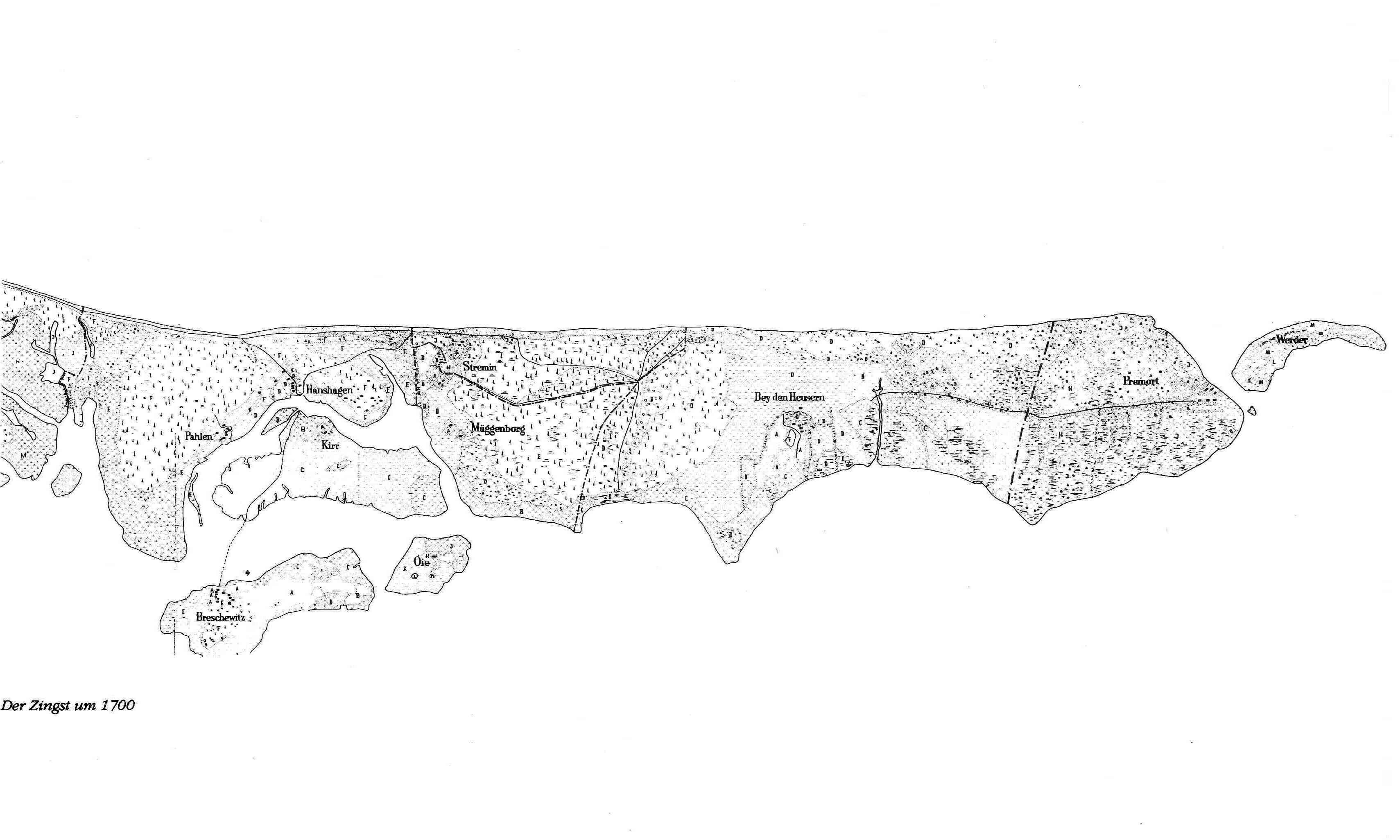
Der Zingst um das Jahr 1700

Die ersten Besiedlungsspuren auf der ursprünglichen Insel stammen aus der mittleren Steinzeit vor 5000 bis 6000 Jahren. Am Ende der Weichseleiszeit lag der Meeresspiegel tiefer, und die Insel war deshalb mit dem Festland verbunden. So wurden bei der heutigen Ortslage Müggenburg, auf den Sundischen Wiesen und an der Hohen Düne Feuersteinwerkzeuge aus dieser Zeit gefunden.
In der jüngeren Steinzeit erreichte der Meeresspiegel das heutige Niveau. Aus dieser Zeit stammen Funde bei Prerow. Danach brach die nachweisbare Besiedlung der Insel ab.
Sie wurde später vor allem durch bei Barth ansässige Slawen genutzt. So bedeutet der Name Zingst Heuinsel und leitet sich aus dem slawischen Zeno (Heu) ab. Im sumpfigen Umland des Prerower Stroms befinden sich Reste eines slawischen Burgwalls, die Hertesburg.
Die nachfolgende deutsche Besiedlung im Rahmen der Ostkolonisation setzte sehr zögerlich ein. Bis zum Jahr 1292 gehörte die Insel zum Fürstentum Rügen. Die am Prerower Strom liegende Hertesburg nutzte der Landesfürst als Zollstelle. Im selben Jahr verkaufte Wizlaw II. von Rügen dem Zisterzienserkloster Neuenkamp für 2000 Sundische Mark die Insel. Dieses begann, erste Bauern auf Zingst anzusiedeln. Der Ostteil der Insel gehörte ab 1290 der Stadt Stralsund. Davon zeugen noch einige Grenzsteine im Osterwald. Stralsund nutzte das Land vor allem als Viehweide, woher sich auch der Name „Sundische Wiesen“ ableitet. Im 15. Jahrhundert waren die Likedeeler rund um den Zingst aktiv. Bis 1441 waren große Teile der Insel im Besitz des Klosters auf Hiddensee, dann wurde sie an den Herzog Barnim VIII. verkauft. Mit Einverständnis seiner Vettern verpfändete er später das Land Zingst zusammen mit den Ländern Barth und Damgarten für 20.000 Gulden an seine Nichte Katharine von Werle.
Im Jahr 1532 fanden die beiden Ortsteile von Zingst, Pahlen und Hanshagen, sowie der fürstliche Viehhof Rothem Haus erstmals urkundlich Erwähnung. Andere Quellen sprechen dafür, dass Pahlen und Hanshagen bereits im 13. Jahrhundert als deutsch-slawische Siedlungen erwähnt wurden. Dabei ist der Name Pahlen slawischen und Hanshagen deutschen Ursprungs. Im Jahr 1578 kam es zum Grenzstreit zwischen Stralsund, Barth und Zingst, in dessen Folge Grenzsteine auf der Insel gesetzt wurden. Heute noch findet man einen Stein am so genannten „Dreiländereck“ im Osterwald. Im Jahr 1660 wurde an der Ostspitze von Zingst das Bauerndorf Pramort gegründet. Weitere Siedlungen wurden Müggenburg, Bey den Wiesen und Straminke (später Forstgehöft). Die Siedlung Straminke fiel bis auf wenige Häuser dem Sturmhochwasser im Jahr 1625 zum Opfer. Im Jahr 1648 kam Zingst wie ganz Vorpommern infolge des Dreißigjährigen Krieges unter schwedische Herrschaft. Auch nach dem Ende des Großen Nordischen Krieges gehörte der Zingst bis zum Kieler Frieden vom 14. Januar 1814 zu Schwedisch-Pommern. Ab 1815 wurde das Gebiet preußisch und gehörte zur Provinz Pommern.

### Zingster Seefahrtsgeschichte (1700–1914)

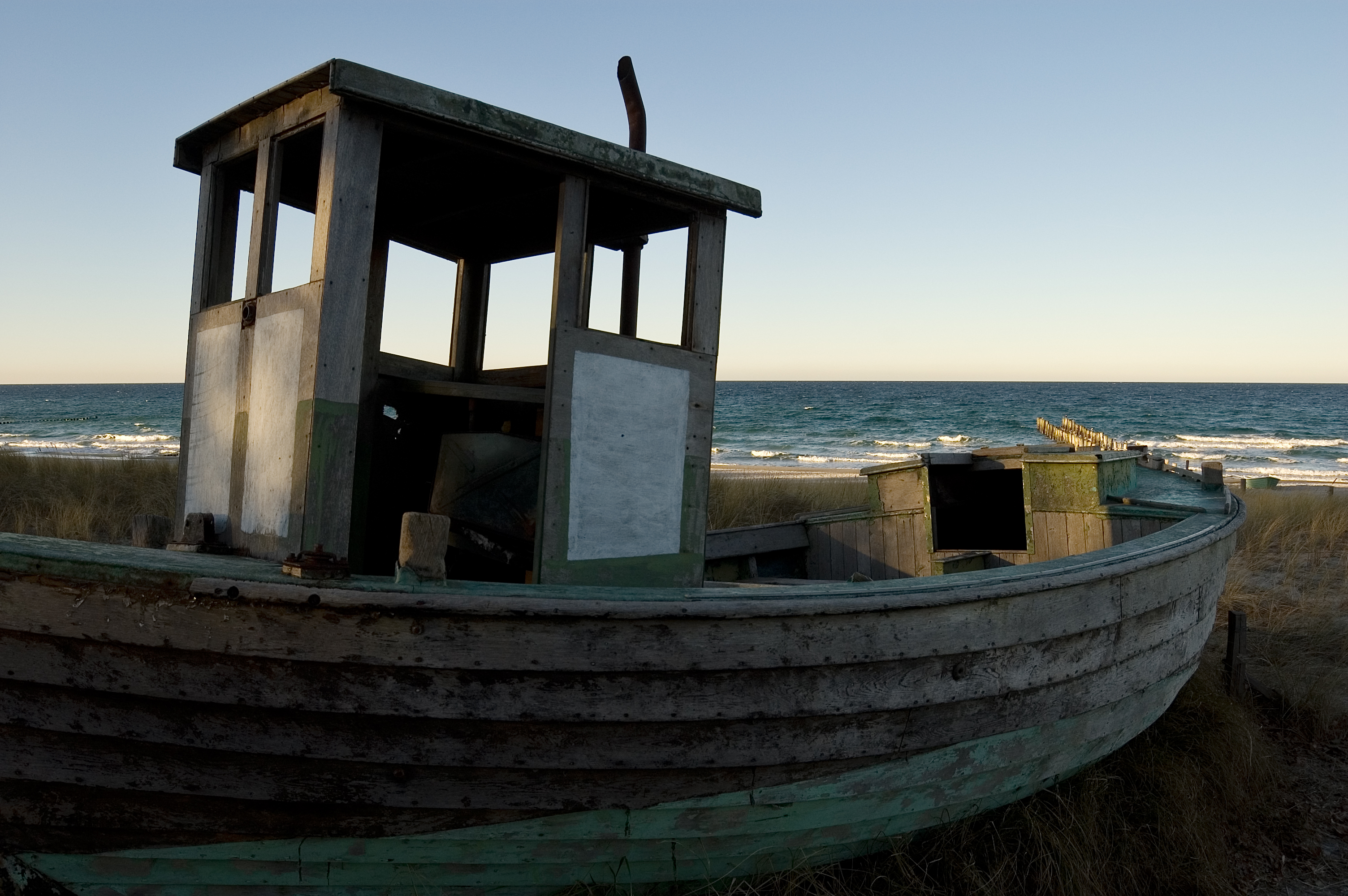
Altes Fischerboot am Zingster Strand

Die Haupterwerbsquellen um das Jahr 1700 waren neben dem Holz- und Torfabbau die Fischerei und in einem geringen Maße die Landwirtschaft. Schon frühzeitig spielte, bedingt durch die Insellage, auch die Seefahrt für Zingst eine große Rolle. Der Fischfang und auch die Verbindung zum Festland waren lebensnotwendig. Im 16. und 17. Jahrhundert kamen dann der Holz- und auch der Viehtransport hinzu. So bestanden Schiffsverbindungen zu den Eigentümern der Insel, der Hansestadt Stralsund und der Stadt Barth. Diese nutzten den Wald und auch die Wiesen auf der Insel. Der Schiffsverkehr stieg im Laufe des 18. Jahrhunderts stark an. So nahmen auch die Schiffsgrößen und die Seefestigkeit mit dem Ansteigen der Warenströme zu. Zingst besaß, dank der günstigen Lage am Bodden und den damals noch zwei vorhandenen Zugängen zur Ostsee (Prerower Strom und über die Enge bei Barhöft), ideale Voraussetzungen zum Schiffshandel. In den meisten Fällen wurde Holz (meist wertvolles Kronholz) und Getreide nach Skandinavien verschifft. Im 18. Jahrhundert gelang es Zingst, im Warenhandel sogar Barth zu überflügeln. Für Zingst begann das „Goldene Zeitalter der Segelschifffahrt“. Schiffe und Besatzungen vom Zingst befuhren die Ostsee, die Nordsee, das Mittelmeer und auch die Ozeane. Die wirtschaftliche Bedeutung des Handels nahm stark zu.
In der Zingster Werftstraße wurden auf drei Werften Schiffe mit einer Länge von bis zu 40 m gebaut. Sie wurden teilweise in anderen Häfen komplett aufgetakelt. Die umliegenden größeren Hafenstädte waren sich der immer mehr zunehmenden Konkurrenz durch die „Schiffbauer“ bewusst und versuchten, den schwedischen König zu überzeugen, die an die kleinen Orte verliehenen Seefahrtsprivilegien zurückzunehmen, allerdings vergeblich. Der König nutzte die gut ausgebildeten Seeleute lieber als „Kraunmatrosen“ in der eigenen Kriegsflotte. Bedingt durch die äußeren Faktoren, wie den Wegfall der Navigationsakte in England und die günstige Lage, wurde die Schifffahrt zum dominierenden Wirtschaftszweig in Zingst. Die Reedereien befanden sich meist in Barth (hier war ausreichend Geld vorhanden), während die Mannschaften in Zingst zu Hause waren. Ein anderer Teil der Schiffe wurde über die Partenreedereien betrieben. Im Jahr 1862 wohnten 63 Schiffer und 53 Steuerleute in Zingst. Um 1880 lebten über 80 Kapitäne in Zingst. Die Fischerei versank ebenso wie die Landwirtschaft in der Bedeutungslosigkeit.
Durch die im 19. Jahrhundert abnehmenden Warenströme in der Ostsee befuhren die Zingster Schiffer zunehmend auch die Ozeane. Die Mannschaften bzw. die Schiffe kamen teilweise jahrelang nicht mehr in ihre Heimathäfen zurück. Zwischen 1781 und 1823 wurden in Zingst 76 Schiffe gebaut, darunter vier Barken, 19 Schoner und 14 Galeassen. Im Raum der Boddenlandschaft mit Ribnitz und Barth entstanden 909 Schiffe. Im Vergleich dazu wurden in Rostock nur 600 Schiffe gebaut. Das größte je auf Zingst gebaute Schiff war die im Jahr 1864 gebaute Bark Nordpol mit 367 Registertonnen. Das Schiff war 36 Meter lang und hatte einen beachtlichen Tiefgang von 5,2 Metern. Im Jahr 1844 eröffnete in Zingst die Navigationsvorschule, die der Grundausbildung zukünftiger Kapitäne und Steuerleute diente.
Durch die aufkommende Dampfschifffahrt und die damit steigenden Schiffsgrößen kam es zu einem Ende der steten Aufwärtsbewegung. Die modernen Großsegler und Dampfschiffe konnten in der Region nicht mehr rentabel betrieben werden. Hinzu kam der 1879 von Otto von Bismarck eingeführte Schutzzoll auf Getreide, der viele skandinavische Handelspartner vertrieb. Ende des 19. Jahrhunderts gab es noch einmal ein höheres Frachtaufkommen durch den Zubringerverkehr für die Häfen in Rostock, Stettin, Stralsund und Barth. An Zingst ging dieser Aufschwung vorbei. Viele Zingster Seeleute wanderten aus, so dass die Einwohnerzahl von 2.170 im Jahr 1879 auf 1.272 im Jahr 1912 sank. Nach dem Ersten Weltkrieg wurde die Schifffahrt auf dem Zingst bedeutungslos. Der aufkommende Fremdenverkehr sorgte aber für eine teilweise Kompensation der verlorengegangenen Arbeitsplätze.
Auch von Unglücken wurde die Zingster Schifffahrt nicht verschont. So starben auf der Zingster Reede am 13. Mai 1867 viele Seeleute, als sich ihr vor Anker liegendes Schiff bei aufkommendem Sturm losriss und an einer Sandbank zerschellte. Der auf Landgang befindliche Kapitän musste den Untergang seines Schiffes und der Mannschaft hilflos mit ansehen.

### Zingst als Seebad (1800 bis Zweiter Weltkrieg)

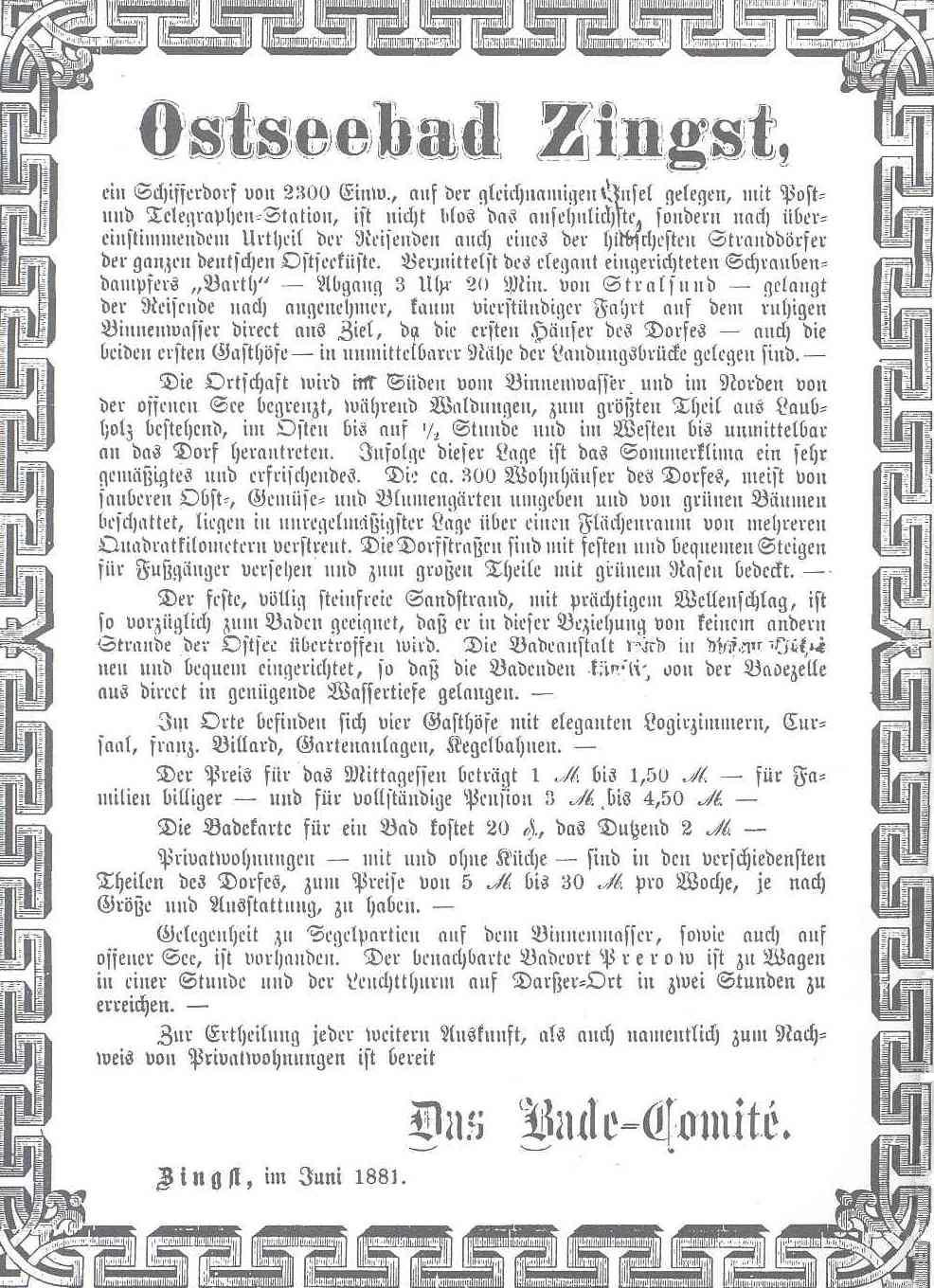
Tourismuswerbung aus dem Jahr 1881

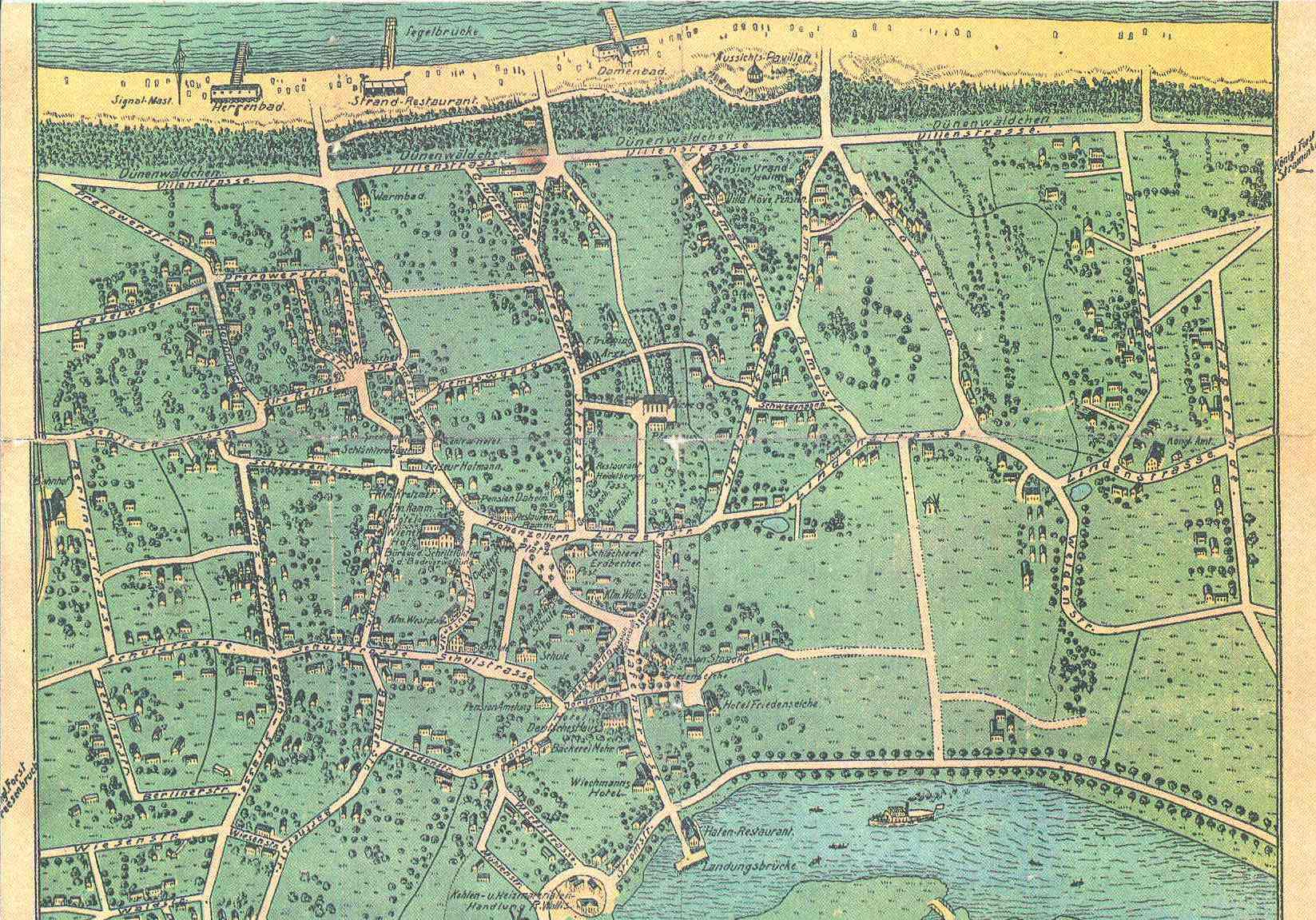
Ortsplan von Zingst um das Jahr 1900

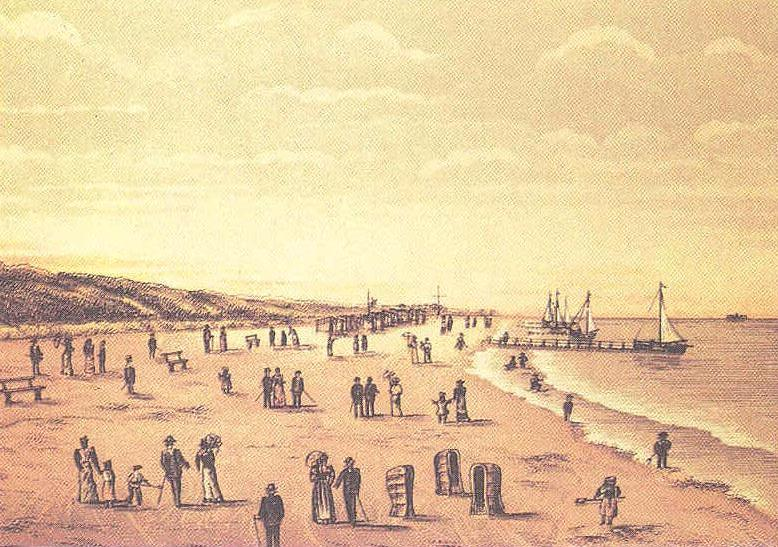
Strand um das Jahr 1890

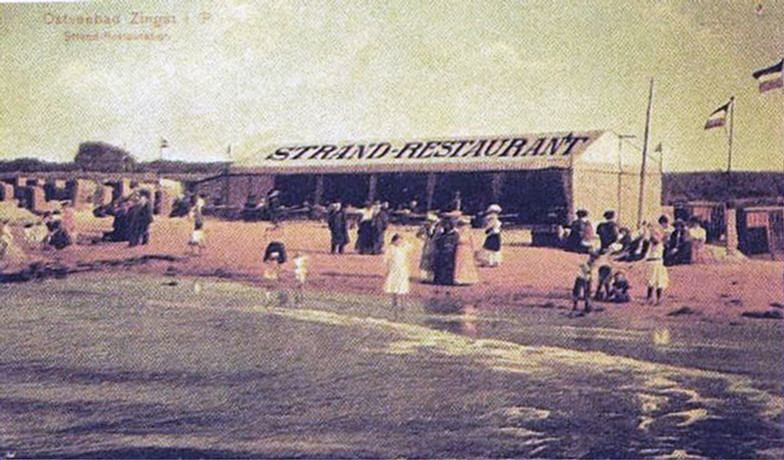
Strandrestaurant um das Jahr 1900

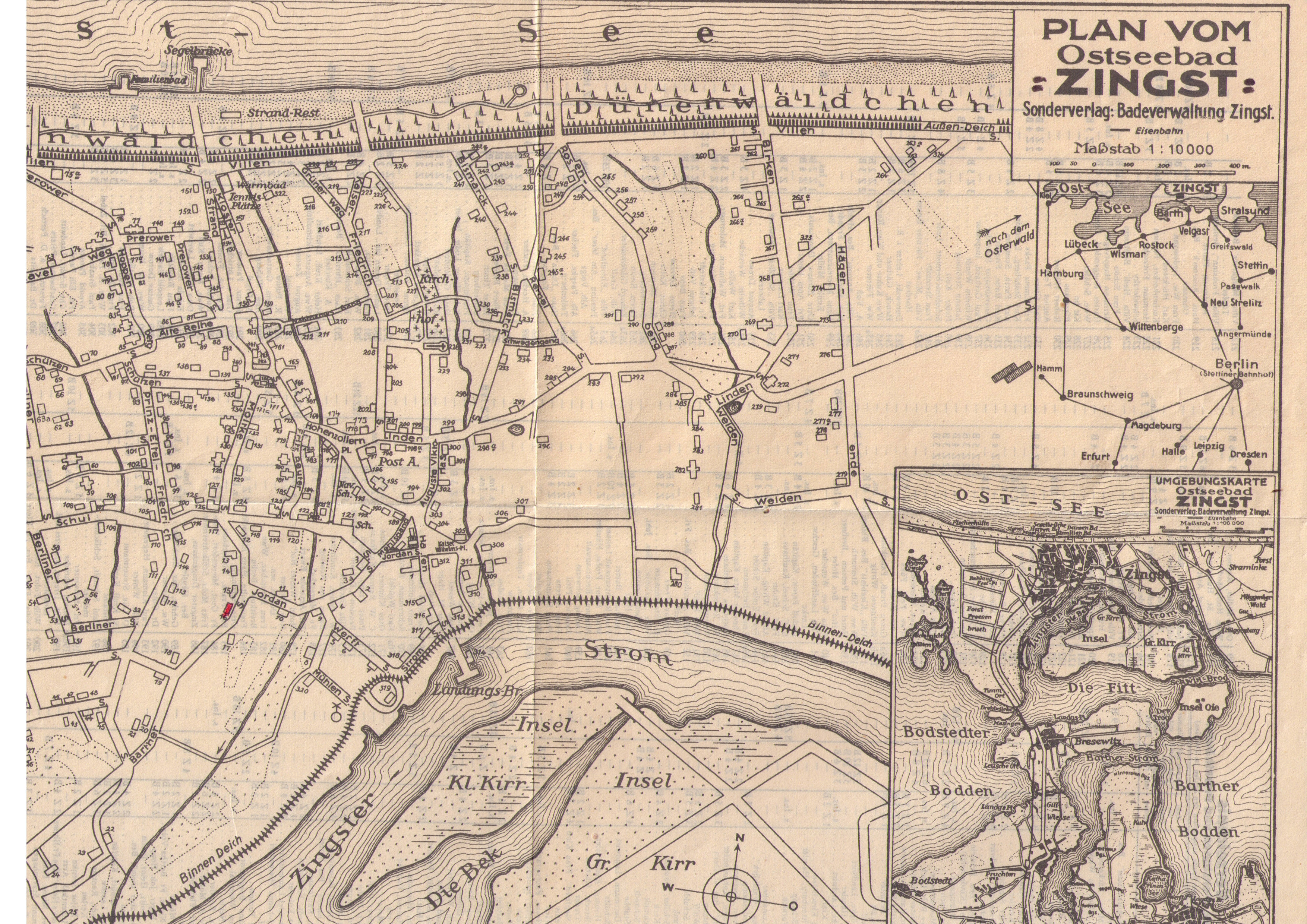
Ortsplan Zingst 1920

Die beiden Hauptorte von Zingst, Pahlen und Hanshagen, zählten schon im Jahr 1700 als eine Gemeinde und hatten nur einen Schulzen. Pahlen lag im Südwesten des jetzigen Ortes und Hanshagen im Gebiet um den Hafen. Im Jahr 1823 entstand durch die Zusammenlegung der Orte Pahlen, Hanshagen und Am Rothem Haus der jetzige Ort Zingst.
Nachdem Georg Christoph Lichtenberg im Jahr 1793 auf die heilende Wirkung von Seebädern hinwies und nach englischem Vorbild solche auch für Deutschland forderte, eröffnete 1794 in Heiligendamm das erste deutsche Seebad. Wenig später entstanden entlang der Ostseeküste weitere Seebäder.
Durch die abgeschiedene Lage der damaligen Insel Zingst kamen erst Mitte des 19. Jahrhunderts erste Urlauber nach Zingst. Das Sturmhochwasser von 1872 sorgte deutschlandweit für Schlagzeilen, und das Interesse an der Insel wuchs. Im Jahr 1880 wurde die Straße von Barth nach Bresewitz gebaut. Von dort gab es eine kurze Fährverbindung nach Zingst zum Timmort (an der heutigen Meiningenbrücke). 1881 wurde das so genannte Bade-Comité in Zingst gegründet. Gründungsväter waren der Gastwirt Christian Rammin und der Schiffskapitän Rudolf Parow. Rammin eröffnete auch das erste Strandrestaurant an der Ostsee. Die im gleichen Jahr gegründete Aktiengesellschaft errichtete am Ostseestrand ein Herren- und Damenbad. Die beiden Bäder waren jedoch über einen Kilometer voneinander entfernt. Diese Aufteilung hielt sich bis zum Ersten Weltkrieg. Im Jahr 1898 übernahm die Gemeinde die Aktiengesellschaft und verwaltete das Badewesen nun selbst. Der Vorsitzende der Badverwaltung war der jeweilige Gemeindevorsteher. Die beiden Mitbegründer des Badewesens waren für das Warmbad (Parow) und das Kaltbad (Rammin) zuständig. Das Warmbad wurde 1898 eröffnet.
Nachdem bereits 1906 über die Eröffnung eines Familienbades nachgedacht worden war, konnte dieses nach Ablehnung durch den Landrat jedoch erst 1913 eröffnen. Im Jahr 1913 erfolgte die Unterbringung der Gäste in fünf Hotels, neun Pensionen und zu 50 Prozent in Privathäusern in Zingst. Zur Versorgung gab es zwölf Gaststätten und Cafés. Die Zahl der Gäste überstieg im Jahr 1913 die Zahl der Einwohner um mehr als das Doppelte. Der Anstieg der Übernachtungszahlen war auch eine Folge der Eröffnung der Bahnstrecke Barth-Zingst-Prerow im Jahr 1911, durch die der Ort von Berlin oder Hamburg in weniger als fünf Stunden zu erreichen war. Eine weitere Steigerung wurde jedoch durch die doch hohen Preise verhindert. So kostete die Übernachtung in einer Pension zwischen 3,50 und 5 Mark, während der Monatslohn eines Arbeiters 25 bis 30 Mark betrug. Der ausbrechende Erste Weltkrieg brachte den Badebetrieb fast völlig zum Erliegen.
Nach dem Krieg erholte sich das Badewesen sehr schnell. Man badete jetzt nicht mehr in getrennten Bädern, sondern zusammen (Herren und Damen) vom Strandkorb oder der Sandburg aus. Deswegen wurden das Herren- und Damenbad 1925 abgebrochen. Das Familienbad existierte noch bis 1937. In den Jahren nach der Weltwirtschaftskrise nahm die Zahl der Übernachtungen stark zu. So wurden 1939 über 8.000 Übernachtungen gezählt. Der Charakter und die Ortsgröße änderten sich aber kaum. 1937 wurde Zingst Wehrmachtsstandort und KdF-Bad. Im selben Jahr brachten sieben Sonderzüge 3.538 KdF-Urlauber nach Zingst. Der ausbrechende Zweite Weltkrieg brachte allerdings den Badebetrieb wieder völlig zum Erliegen. Von 1940 bis 1945 befand sich auf dem Flakschießplatz ein Kriegsgefangenenlager, dessen Insassen in den Werken der Ernst Heinkel Flugzeugwerke von Barth Zwangsarbeit verrichten mussten.

### DDR-Zeit (1945–1990)
Die Gemeinde war bis 1952 Teil des Landkreises Franzburg-Barth und gehörte danach bis 1990 zum Kreis Ribnitz-Damgarten im Bezirk Rostock.
Nach dem Krieg wurde Zingst Zufluchtsort für viele Heimatvertriebene aus den deutschen Ostgebieten; für sie wurden sämtliche Ferienunterkünfte benötigt. Durch die Neueinwohner erhöhte sich die Einwohnerzahl von 2.100 im Jahr 1938 auf 3.340 im Jahr 1946. Anfangs war daher an einen Urlauberbetrieb nicht zu denken, doch bereits im Jahr 1946 übernachteten wieder 1.269 Urlauber, im Jahr 1949 über 10.000 Urlauber in Zingst.
Der im Jahr 1947 gegründete FDGB übernahm aus politischen Gründen verstärkt das Erholungswesen. Meist wurden die FDGB-Urlauber noch in privaten Unterkünften untergebracht. 1948 konnte jedoch ein neues Kurhaus am Hauptübergang zum Strand eröffnet werden, zu dem im Juni 1946 der Grundstein gelegt wurde.
1950 wurde der gesamte Ort an das Trinkwassernetz angeschlossen. Im Jahr 1952 wurde die Gemeinde Müggenburg mit ihrem Ortsteil Sundische Wiese nach Zingst eingemeindet.

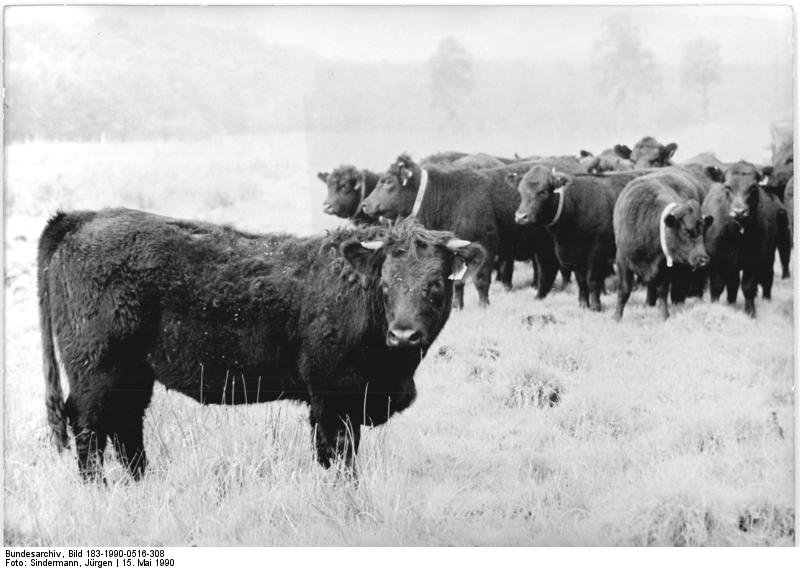
Zum Ende der DDR-Zeit aufgezogene Waliser Schwarzrinder bei Zingst

In den 1950er Jahren stieg die Zahl der Übernachtungen kontinuierlich an. Da für diesen Bedarf nicht genügend FDGB-Hotels zur Verfügung standen, wurden 1953 – wie an der gesamten Ostseeküste – viele private Besitzer unter falschen Anschuldigungen unrechtmäßig enteignet (Aktion Rose). In den 1960er Jahren entstanden eine Vielzahl von Kinderferienlagern und Betriebsferienheimen. Im Jahr 1970 wurde das FDGB-Heim „Claus Störtebecker“ eingeweiht. Es bot über 200 Urlaubern Platz.
In den Sundischen Wiesen befand sich seit den 1960er Jahren eine nicht besonders ergiebige Förderstätte von hochwertigem Erdöl. Dieses Öl wurde mit Tanklastwagen und später per Eisenbahn in die Sowjetunion transportiert, wo es als Brennstoff für die Raumfahrt benötigt wurde. Vermutlich wurde es daher auch als „weißes Öl“ bezeichnet.
Der verstärkte Seedeich wurde 1972 im Ortsbereich als Promenade freigegeben. Im Jahr 1979 wurde Zingst dann staatlich anerkannter Erholungsort. Während die Zahl der Einwohner nahezu konstant blieb, stieg die Zahl der Gäste auf über 65.000 pro Jahr an. Die höchsten Übernachtungszahlen gab es 1989, davon waren etwa zwei Drittel FDGB-Urlauber. Auch die Einwohnerzahl stieg leicht an, so lebten im Jahr 1989 in Zingst 3.500 Menschen. Dies ist bis heute die höchste erreichte Einwohnerzahl.
Militärstandort Zingst (1937–1993)
Bei der Wiederaufrüstung vor dem Zweiten Weltkrieg fehlte der neu aufgebauten Luftwaffe ein Bombenabwurf- und Schießgelände. Die Wahl fiel auf die Sundischen Wiesen. Am 30. Juni 1937 wurden die Bewohner von Pramort und der Sundischen Wiesen zwangsumgesiedelt. In Zingst selbst entstand im Osten der Gemeinde die Garnison einer Flaklehreinheit und in den Sundischen Wiesen ein Flakschießstand, ein Behelfsflugplatz und ein Bombenabwurfsgelände.
Nach einer kurzen Unterbrechung nach dem Zweiten Weltkrieg wurden die Sundische Wiese und auch Flächen beim Ort Zingst weiterhin militärisch genutzt. So unterhielt die Kasernierte Volkspolizei im Bereich der Hohen Düne bei Pramort einen Schießplatz. Nach Gründung der NVA wurde das Gelände der nördlichen Sundischen Wiesen wieder als Flak-Schießplatz genutzt. Auf dem Kasernengelände befanden sich unter anderem eine Ausbildungseinheit für Flugabwehrraketen SA-4 Ganef sowie eine Seefunkstelle der Volksmarine. Auch der Südteil der Halbinsel wurde militärisches Sperrgebiet. Auf dem Übungsplatz wurden zwischen 1970 und 1992 auch diverse Experimente mit Höhenforschungsraketen durchgeführt. Der NVA-Truppenstandort bestand bis zum 31. Dezember 1990.
Nach der Auflösung des Flaraketenausbildungszentrums 40 der NVA (FRAZ 40) wurde Zingst Standort einer Bundeswehrgarnison. Auch über eine Weiternutzung des Truppenübungsplatzes auf den Sundischen Wiesen wurde nachgedacht. Ende des Jahres 1991 aber gab die Bundeswehr den Standort an den Sundischen Wiesen auf, und am 31. Mai 1993 schloss auch die Kaserne in Zingst ihre Pforten. Nach Schließung des Standortes wurden alle militärischen und auch landwirtschaftlichen Gebäude im Bereich der Sundischen Wiesen bis auf das Wachgebäude (jetzt Nationalparkinformationsstelle) zurückgebaut. Im Ort selbst wurde ein Teil des Kasernengeländes als Campingplatz umgestaltet, ein Teil wird vom Wasserschutz und von der Gemeindeverwaltung genutzt.
Raketenstartplatz Zingst (1970–1992)
- Artikel: Raketenexperimente auf Zingst

Vom früheren NVA-Übungsplatz in den Sundischen Wiesen aus wurden von 1970 bis 1992 diverse Experimente mit Höhenforschungsraketen durchgeführt.
Zu Beginn der 1970er Jahre starteten hier fünf Raketen des polnischen Typs Meteor 1E. Ab dem 21. Oktober 1988 wurden russische Raketen des Typs MMR06-M gestartet. Auch nach der Wende wurden die Versuche zunächst weitergeführt. Zwischen dem 14. Februar 1992 und dem 10. April 1992 wurden in Zingst noch einmal 19 russische Raketen des Typs MMR06-M gestartet. Obwohl noch weitere Raketen verfügbar waren, musste der Start von MMR06-M Raketen im April 1992 in Zingst eingestellt werden, da die zur Absicherung des Sperrgebiets benötigte Bundeswehr den Platz räumte.

### Seit 1991

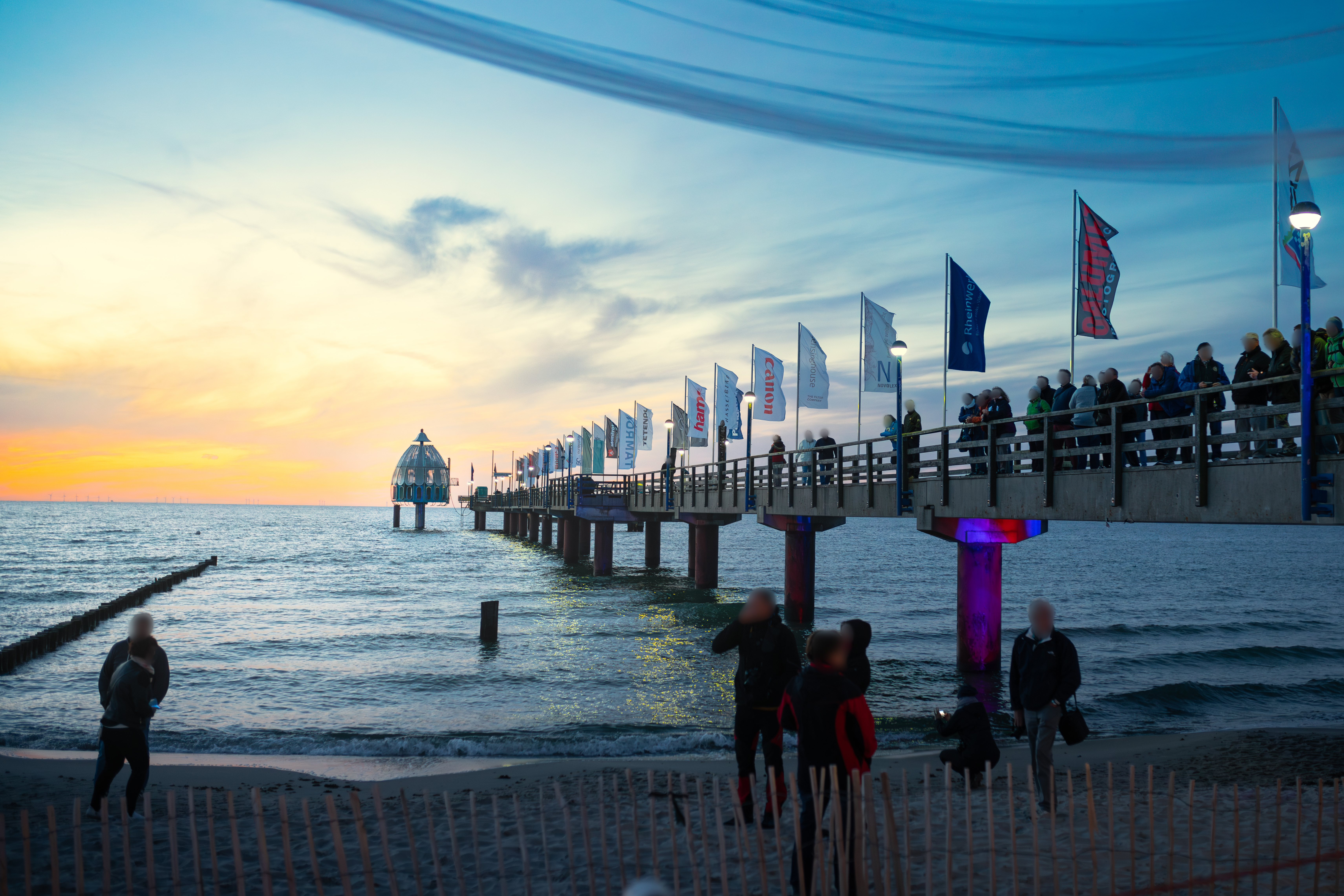
Seebrücke & Tauchgondel

Im Jahr 1991 wurden alle Ferieneinrichtungen des FDGB und der Bundeswehrstandort geschlossen. Die Folge war eine hohe Arbeitslosenzahl im Ort. Durch den Ausbau der Infrastruktur und den Bau von Hotels und Ferienhäusern begannen die Übernachtungszahlen wieder zu steigen. Das ehemalige Kasernengelände wurde zu einem Campingplatz umgebaut. Im Jahr 1991 zog das Heimatmuseum an seinen jetzigen Standort im „Haus Morgensonne“.
Schon 1992 erhielt Zingst als einer von wenigen Badeorten in den neuen Bundesländern die „Blaue Europaflagge“ für seine hervorragende Badewasserqualität.
Im Jahr 1993 wurde die neue, 270 Meter lange Seebrücke Zingst am Hauptübergang neben dem Kurhaus eingeweiht. Im Jahr 1994 eröffnete die „Mutter-Kind-Kurklinik“ der Barmer Ersatzkasse und 1996 das privatwirtschaftlich betriebene Kurmittelzentrum. Für dieses wurde 1997 eine Wasserleitung von der Ostsee gebaut. Das alte Kurhaus wurde 1998 abgerissen und im Jahr 2000 durch einen Neubau an gleicher Stelle ersetzt.

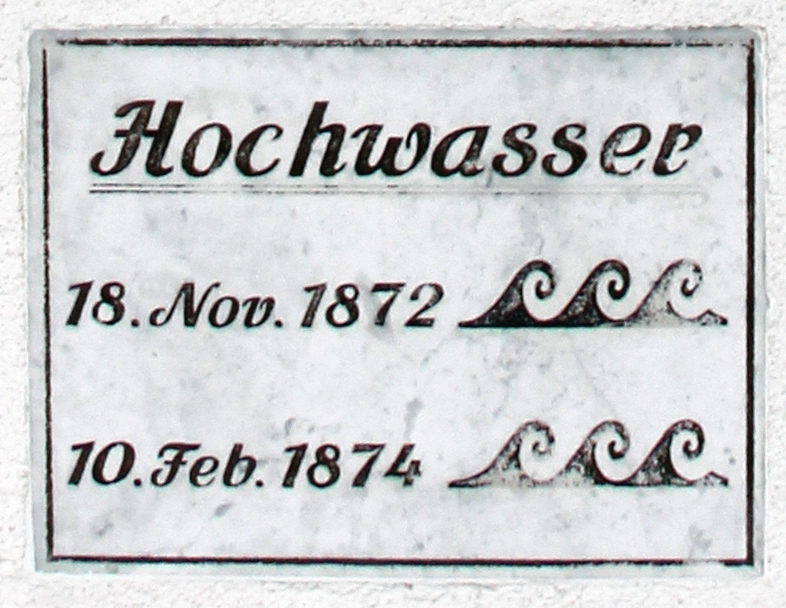
Tafel am Haus Strandstraße 57

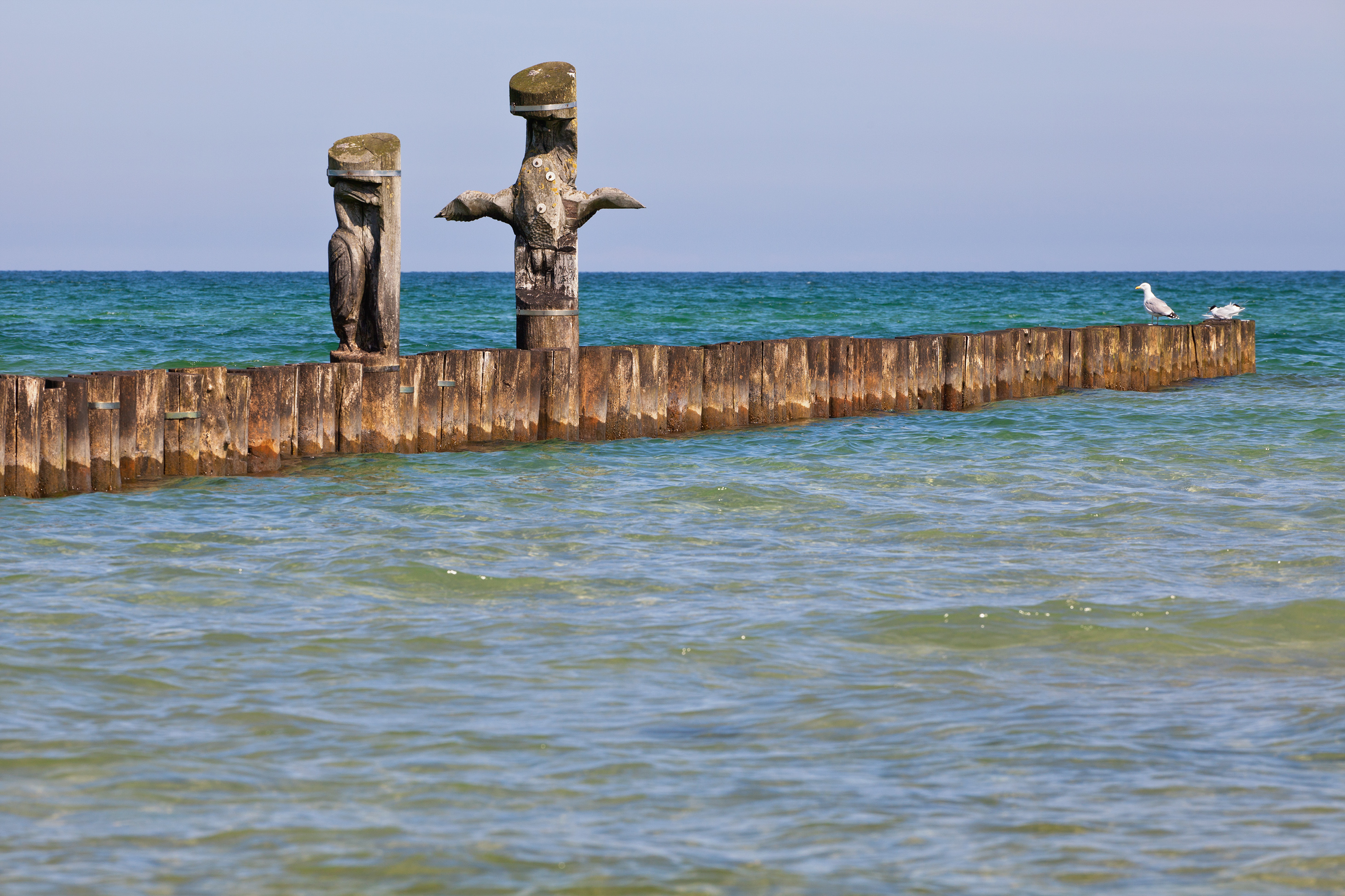
Küstenbuhnen als Schutzmaßnahme

Im Jahr 2001 wurden erstmals über eine halbe Million Gästeübernachtungen registriert. Dem Ostseebad Zingst wurde im Jahr 2002 der staatlich anerkannte Titel „Ostseeheilbad“ verliehen. Im Jahr 2006 gab es laut Statistischem Landesamt 525.757 Übernachtungen von 93.066 Urlaubern und im Jahr 2010 836.060 Übernachtungen von 141.018 Urlaubern.
Von 1990 bis 1994 gehörte Zingst zum Kreis Ribnitz-Damgarten im Land Mecklenburg-Vorpommern. 1994 wurde die Gemeinde in den Landkreis Nordvorpommern eingegliedert. Seit der Kreisgebietsreform 2011 liegt sie im Landkreis Vorpommern-Rügen.

### Sturmhochwasser und Küstenschutz
Von einem Sturmhochwasser wird gesprochen, wenn der Wasserspiegel 1,5 Meter über dem mittleren Wasserspiegel liegt. Fünfzig Sturmhochwasser wurden in Zingst seit 1308 registriert. Allein zwischen 1596 und 1881 wurde Zingst von 15 schweren Sturmhochwassern heimgesucht, die tiefe Spuren in der Landschaft in Form von teils wassergefüllten Senken, wie Ellerbeck, Alte Tief, Hundetief und Alte Straminke (welche 1625 entstand) hinterließen. Das schlimmste war das Ostseesturmhochwasser von 1872 mit 2,92 Meter über NHN. Im 20. Jahrhundert wurden sieben Sturmhochwasser registriert.
Anfang des 19. Jahrhunderts wurde begonnen, erste Küstenschutzmaßnahmen zu ergreifen. So wurde 1848 die gesamte Ortschaft eingedeicht. Nach den schlimmen Erfahrungen im Jahr 1872 wurde der Ortsdeich verstärkt und 1874 ein Deich bis Prerow gebaut. Im Jahr 1913 wurde dieser Deich durchbrochen, da er im Laufe der Jahre einiges an Höhe verloren hatte. Nach 1900 wurde ein Schutzwald hinter dem Deich angelegt. In den Jahren von 1924 bis 1930 wurden über 400 Buhnen angelegt und von 1964 bis 1971 erneuert. 1964 wurde auch der Seedeich erneuert und auf vier Meter über NHN erhöht. Den boddenseitigen Deich erhöhte man ab 1976 auf drei Meter. Die Deicherneuerung am Bodden findet immer noch statt. Das jetzige Deichsystem ist neben seiner ursprünglichen Schutzfunktion auch ein beliebter Rad- und Fußgängerweg.

## Bevölkerung
| Jahr | Einwohner |
| ---- | --------- |
| 1700 | ca. 200   |
| 1782 | 260       |
| 1879 | 2.170     |
| 1890 | 980       |
| 1912 | 1.272     |
| 1938 | 2.100     |
| 1946 | 3.340     |

| Jahr | Einwohner |
| ---- | --------- |
| 1990 | 3278      |
| 1995 | 3157      |
| 2000 | 3230      |
| 2005 | 3215      |
| 2010 | 3163      |
| 2015 | 3077      |
| 2020 | 3154      |

| Jahr | Einwohner |
| ---- | --------- |
| 2021 | 3147      |
| 2022 | 3173      |
| 2023 | 3098      |

Stand: 31. Dezember des jeweiligen Jahres
Seit dem Ortszusammenschluss im Jahr 1823 stieg die Einwohnerzahl bis 1879 stetig an. Durch den Rückgang des Seefahrtsgeschäftes und die damit verbundenen Einschränkungen fiel die Einwohnerzahl in den folgenden Jahren stark ab. Erst durch den aufkommenden Fremdenverkehr stieg sie seit 1890 wieder an und überschritt vor dem Zweiten Weltkrieg die 2.000-Einwohner-Marke.
Durch die Vertreibung und Umsiedlung von Deutschen aus den ehemaligen Ostgebieten stieg die Zahl der Einwohner in Zingst kurzfristig auf 3.340 im Jahr 1946 an. Bis 1965 nahm die Bevölkerung wieder bis auf 3.000 Einwohner ab, um dann kontinuierlich bis 1989 auf einen Höchststand von rund 3.500 zu steigen.
Nach der Wende blieb die Einwohnerzahl nahezu konstant, da keine größeren Industriebetriebe geschlossen wurden, wodurch die Abwanderung gering blieb.

## Politik

### Gemeindevertretung
Die Gemeindevertretung von Zingst besteht aus 15 Mitgliedern. Die Kommunalwahl am 9. Juni 2024 führte bei einer Wahlbeteiligung von 67,4 % zu folgendem Ergebnis:
| Partei / Wählergruppe       | Stimmenanteil 2019 | Sitze 2019 |  | Stimmenanteil 2024 | Sitze 2024 |
| --------------------------- | ------------------ | ---------- |  | ------------------ | ---------- |
| CDU                         | 76,1 %             | 11         |  | 76,8 %             | 12         |
| Einzelbewerber Lutz Weber   | 05,1 %             | 01         |  | 14,2 %             | 01         |
| SPD                         | 06,9 %             | 01         |  | 09,0 %             | 01         |
| Die Linke                   | 06,0 %             | 01         |  | –                  | –          |
| FDP                         | 03,9 %             | 01         |  | –                  | –          |
| Einzelbewerber Stefan Giese | 01,9 %             | –          |  | –                  | –          |
| Insgesamt                   | 100 %              | 15         |  | 100 %              | 14         |

Bei der Wahl 2024 entfielen auf den Einzelbewerber Lutz Weber zwei Sitze. Daher bleibt in der Gemeindevertretung ein Sitz unbesetzt.

### Bürgermeister
- 1994–2019: Andreas Kuhn (CDU)[10]
- seit 2019: Christian Zornow (CDU)

Zornow wurde in der Bürgermeisterwahl am 26. Mai 2019 mit 90,3 % der gültigen Stimmen für eine Amtszeit von neun Jahren gewählt.

### Wappen
Das Wappen wurde am 16. März 1994 durch das Innenministerium genehmigt und unter der Nr. 16 der Wappenrolle von Mecklenburg-Vorpommern registriert.
Blasonierung: „Halbgespalten und durch Wellenschnitt geteilt, vorn oben in Blau ein goldener Dreizack, hinten oben in Silber pfahlweise drei auffliegende schwarze Kraniche, unten in Gold ein roter Greif mit roter ausgeschlagener Zunge und goldener Bewehrung, in den Fängen einen silbernen Anker haltend.“
Die heraldischen Symbole von Wappen und Flagge weisen sowohl auf die Lage am Meer als auch auf die frühere Zugehörigkeit zur historischen Region Pommern hin.

## Sehenswürdigkeiten und Kultur

### Sehenswürdigkeiten

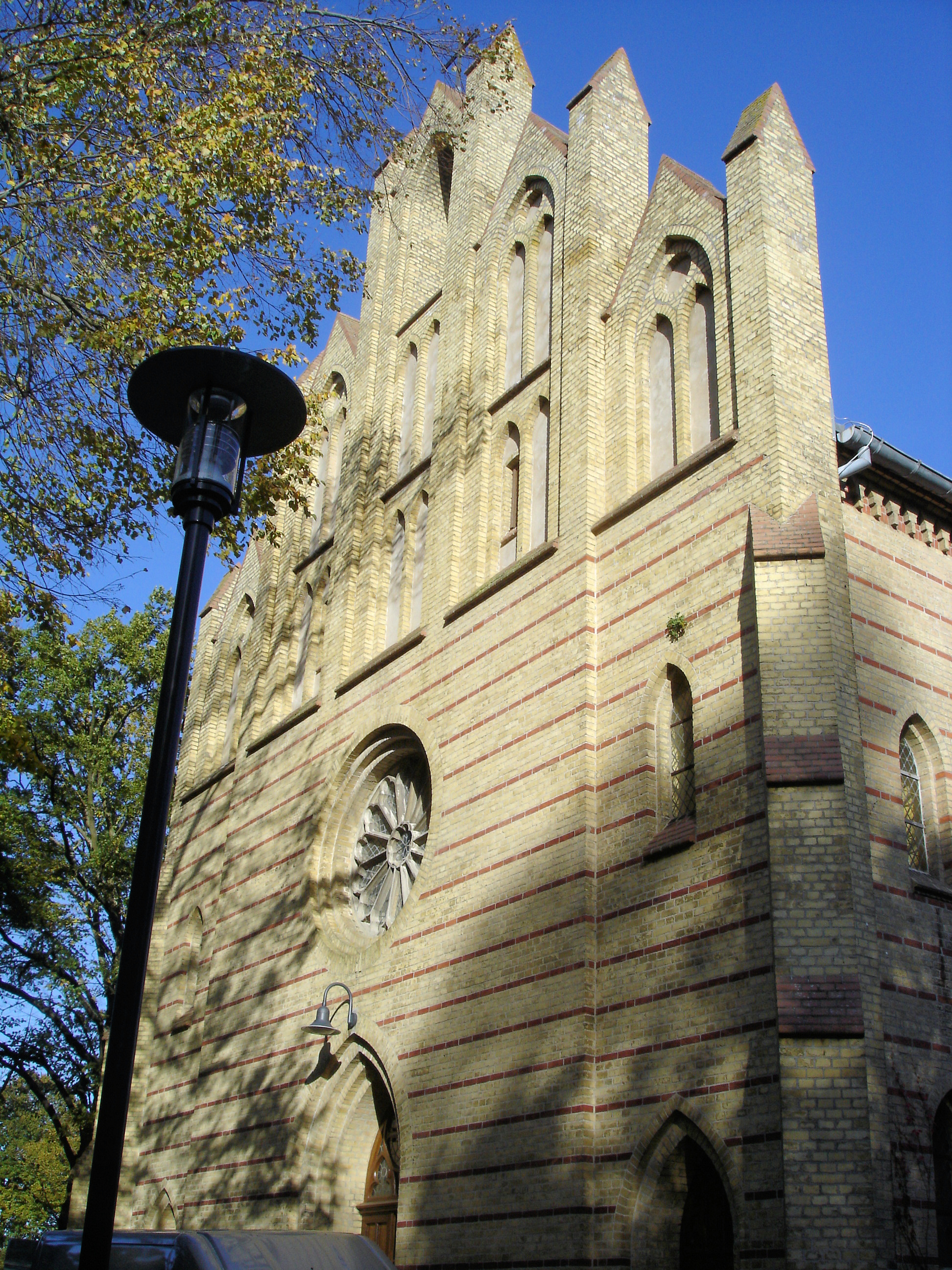
Peter-Pauls-Kirche

→ Siehe auch Liste der Baudenkmale in Zingst
Die neugotische Peter-Pauls-Kirche von 1862 wurde nach Vorarbeiten pommerscher Architekten von Friedrich August Stüler vollendet. Die Kirche ist einer der jüngeren Kirchenbauten in der Region. Auf dem Friedhof befinden sich außer dem Grab von Martha Müller-Grählert auch einige Kapitänsgräber.
Der Zingsthof ist ein kirchliches Erholungs- und Rüstzeitheim der Berliner Stadtmission. Die „Bonhoeffer-Kapelle“, in der eine Gedenktafel angebracht ist, erinnert daran, dass der Theologe und Widerstandskämpfer in den 1930er Jahren zweimal auf dem Zingsthof weilte. Zingst wird deshalb von vielen Menschen, die Bonhoeffers Geschichte nachgehen, besucht.
Das neue Kurhaus steht an der Stelle des alten Kurhauses, welches 1948 das Strandrestaurant ablöste. Es wurde im Jahr 1998 neu gebaut und im April 2000 eröffnet. Es beherbergt eine Touristeninformation, ein Restaurant und einen Bereich für Informations- und Kulturveranstaltungen.

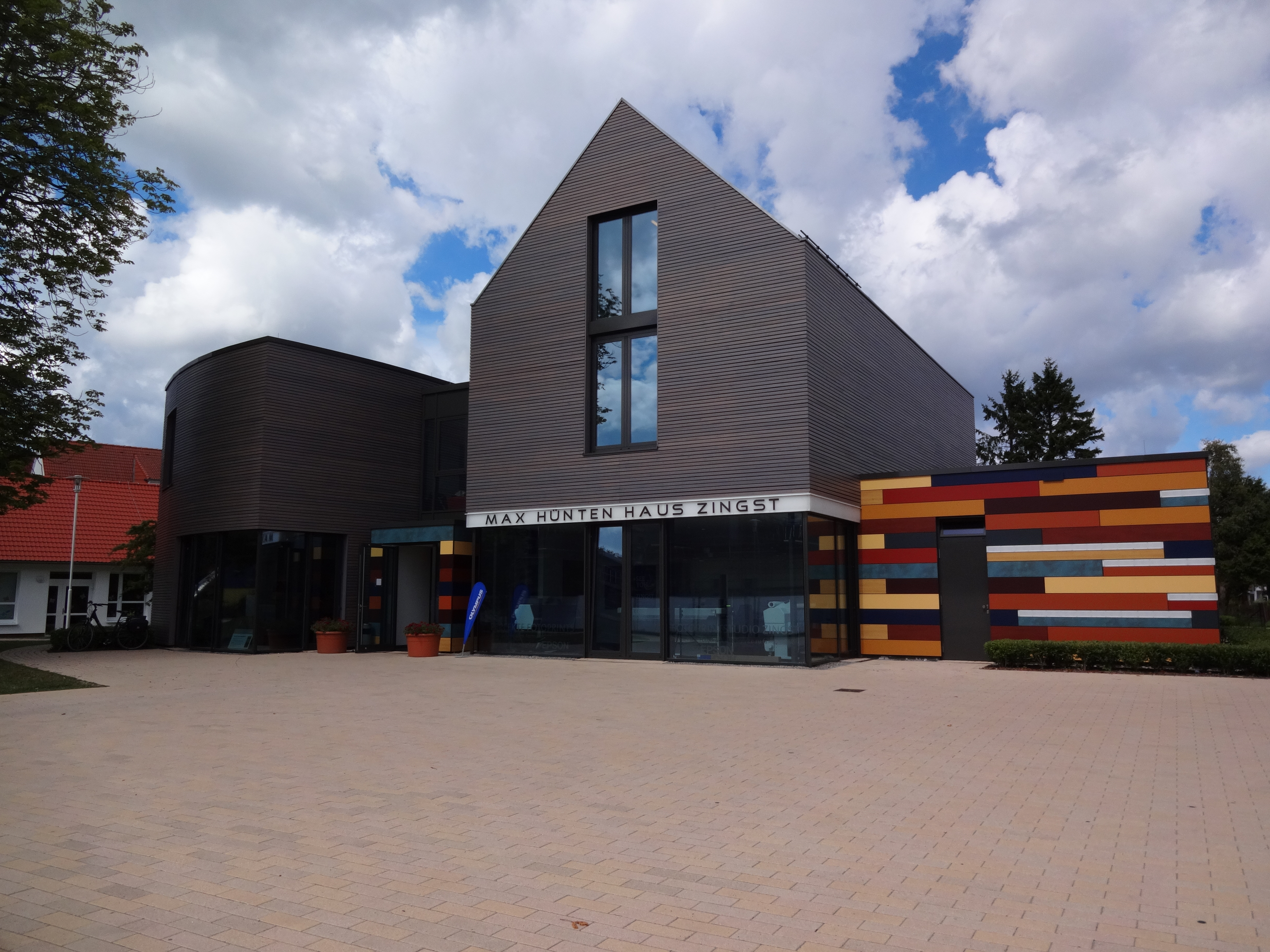
Max-Hünten-Haus

Das Max-Hünten-Haus ist ein 2011 erbautes Gebäude, das neben einer Bibliothek auch eine Touristeninformation sowie ein Printstudio für Fotografien bereithält. Außerdem präsentieren Teilnehmer der ebenfalls dort ansässigen Fotoschule ihre Werke in wechselnden Themenausstellungen.

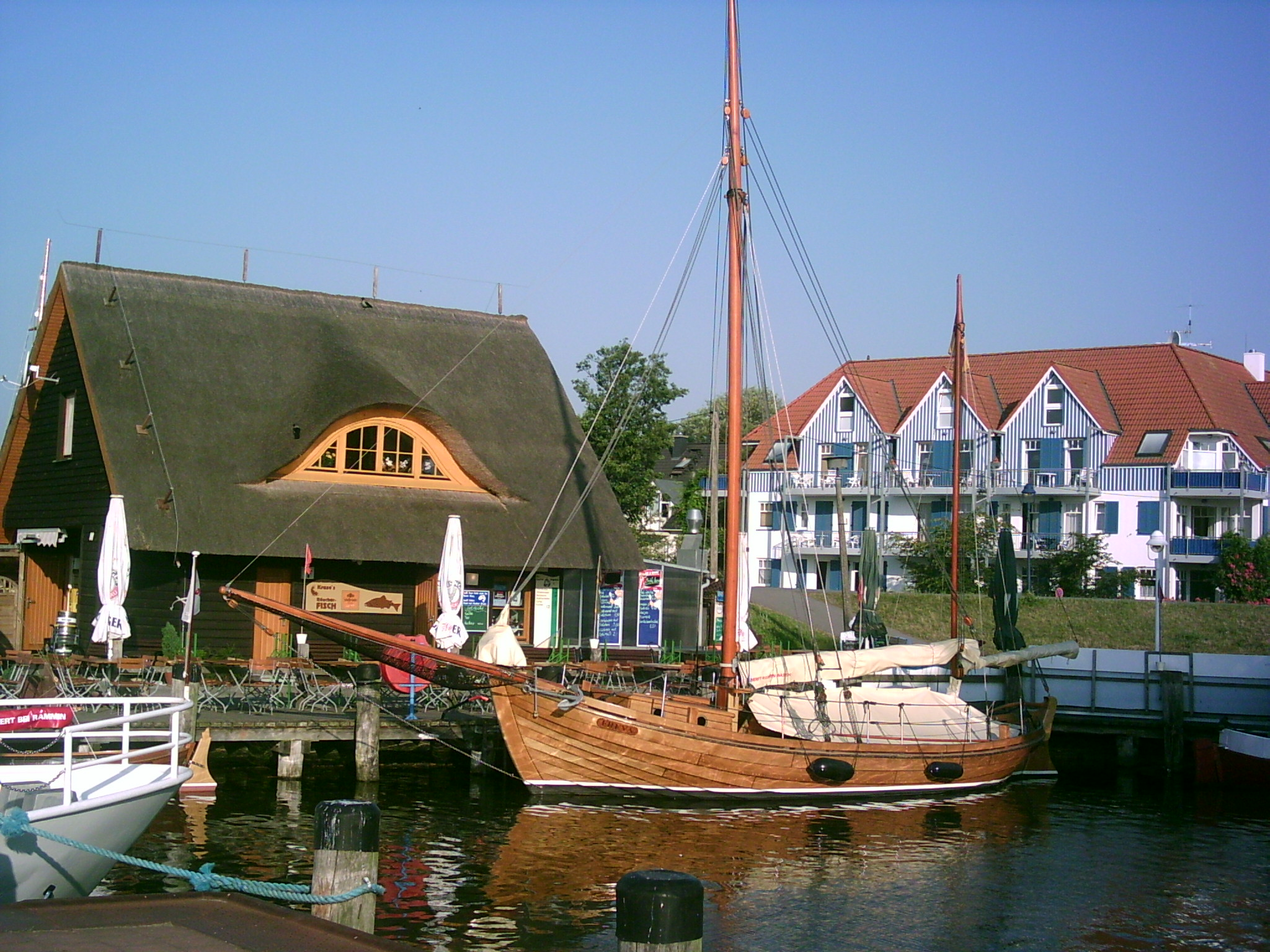
Hafen mit Zeesenboot

Der Zingster Hafen ist ein kleiner Hafen am Zingster Strom mit der Anlegestelle der Weißen Flotte und einem Fischverkauf. Er verfügt über 42 Liegeplätze und eine Slipanlage. Neben dem Hafen befinden sich das Traditionsschiff Mona Lisa und ein Wasserwanderrastplatz. Im Rettungsschuppen wurden früher die Ruderrettungsboote und deren Ausrüstung untergebracht. Heute befindet sich hier ein Traditionskabinett der Deutschen Gesellschaft zur Rettung Schiffbrüchiger, das die Arbeit und Geschichte der Rettungswache Zingst zeigt. Die Ortssektion Zingst wurde 1868 gegründet, der erste Rettungsschuppen im selben Jahr gebaut. Er wurde 1872 beim Sturmhochwasser zerstört, aber bereits 1873 durch das jetzige Gebäude ersetzt. Heute befindet sich die Gesellschaft am Müggenburger Weg, Ecke Hägerende.
Die 270 Meter lange und 2,5 Meter breite Seebrücke Zingst wurde am 22. Mai 1993 eingeweiht. Vor dem Zweiten Weltkrieg befand sich hier ein Anlegesteg für Schiffe. Ein Vorgängerbau, ein Steg, war 1947 durch Sturm und Eisgang abbruchreif.
Seit Juni 2013 befindet sich am Ende der Seebrücke eine Tauchgondel, die vierte ihrer Art. Mit ihr ist es möglich, drei Meter unterhalb der Wasseroberfläche die Ostsee zu erkunden.
Die Hertesburg war eine ehemalige slawische Burg und mittelalterliche Zollstelle am Prerower Strom. Heute sind nur noch Reste des Burgwalls erhalten.
Die Meiningenbrücke ist eine Eisenbahndrehbrücke aus dem Jahr 1911. Sie wurde bis 1947 von der Darßbahn der Strecke Barth-Zingst-Prerow genutzt. Die Bahnstrecke wurde 1947 zurückgebaut, die Brücke wurde bis 2012 für den Straßenverkehr genutzt. Seither rollt der Verkehr über eine westlich der Meiningenbrücke errichtete Behelfsbrücke. Es gibt Planungen zu einem Neubau für den Straßen- und Bahnverkehr.
Die  Sundischen Wiesen sind ein renaturiertes Heide- und Feuchtwiesengebiet im Ostteil der Halbinsel. Eine Informationsstelle des Nationalparks Vorpommersche Boddenlandschaft befindet sich in einem ehemaligen Wachgebäude. Die bis zu 14 Meter „Hohe Düne“ liegt an der Nordostecke der Halbinsel Zingst. In der Nähe befindet sich ein Aussichtspunkt, der vom Pramort aus zu erreichen ist. Der  Osterwald ist das größte Waldgebiet auf dem Zingst. Es liegt zwischen dem Ort Zingst und den Sundischen Wiesen und verfügt über einen wertvollen Baumbestand (Mammutbäume).
Pramort ist der östlichste Teil der Halbinsel Zingst und ehemaliger Ortsteil von Zingst. Heute befindet sich hier eine Kranich-Beobachtungsstelle.

### Museen und Ausstellungen

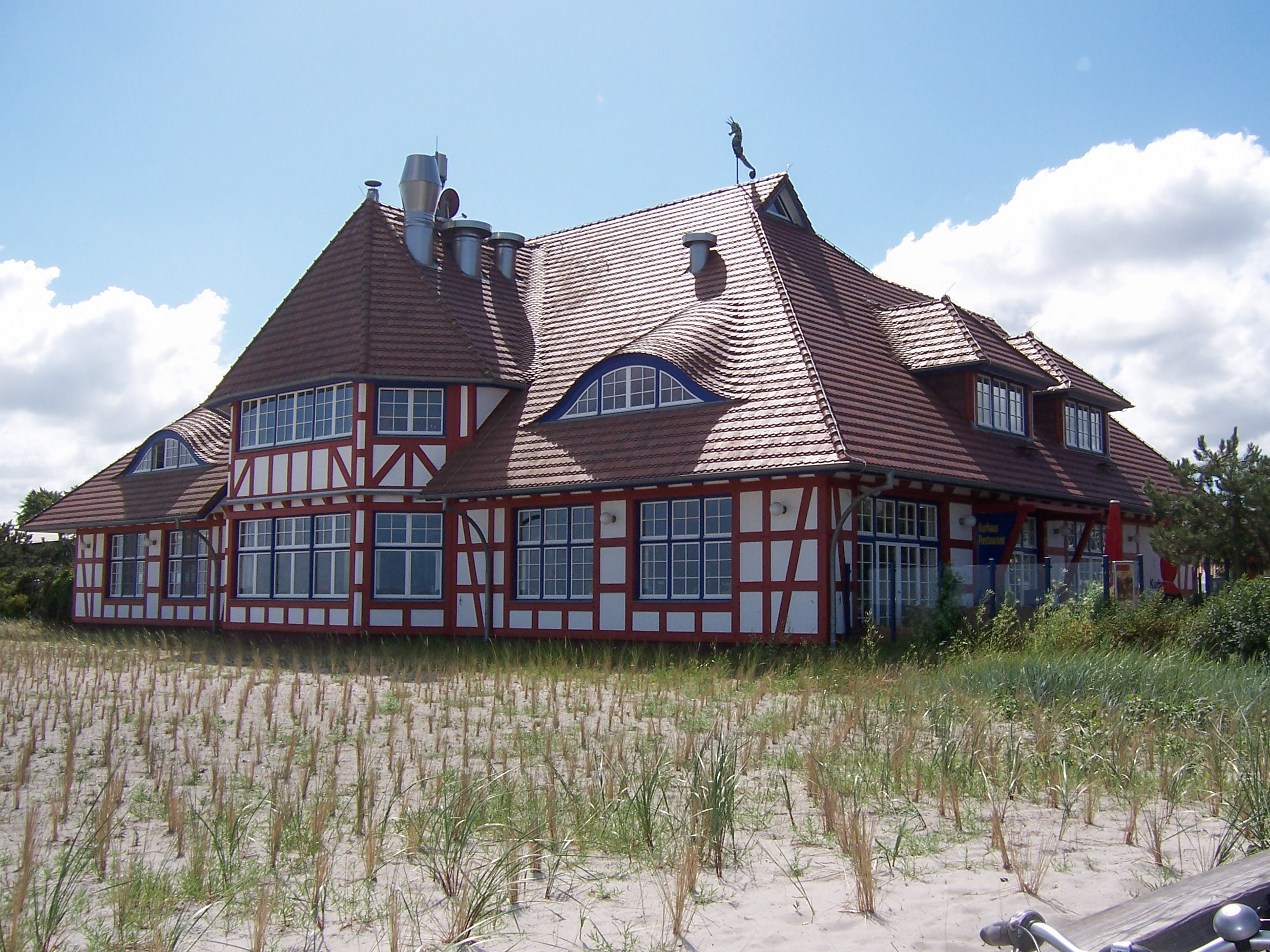
Kurhaus

Das Heimatmuseum mit Pommernstube, ehemals Haus Morgensonne, ist ein als Kapitänshaus im Jahr 1867 errichteter Bau. Die Nutzung des Hauses wechselte vom Kapitänshaus zur Pension und Dependance (Unterkunft für in Ausbildung befindliche Jugendliche) und wird seit 1991 als Heimatmuseum und Museumsbäckerei genutzt. Die ersten Kapitänshäuser wurden Mitte des 17. Jahrhunderts in Zingst gebaut. Diese Häuser waren meist größer als die anderen Gebäude im Ort und zur Unterscheidung zu den Steuermannhäusern (meist blau oder bunt) meist weiß gestrichen. Sie hatten ein voll ausgebautes Dachgeschoss und im Normalfall ein rotes Ziegeldach. Typische Kapitänshäuser sind die Häuser in der Strandstraße 47 und Hafenstraße 12.
In der für Kinder angelegten Ausstellung Experimentarium werden an 25 bis 30 interaktiven Spielgeräten und Experimenten Naturgesetze auf den Gebieten der Mechanik, Optik und Elektrotechnik veranschaulicht. Daneben befindet sich ein Erlebnisspielplatz.

### Regelmäßige Veranstaltungen

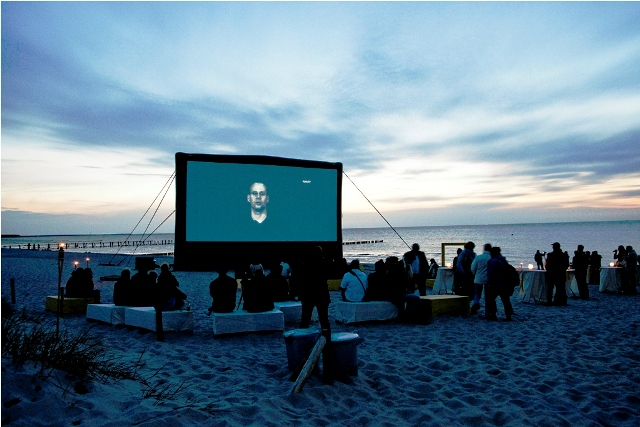
Fotofestival Horizonte

- Das Hafenfest in Zingst findet am dritten Wochenende im April statt. Mit einem Volksfest im Hafen und verschiedenen Schiffen wird der Beginn der Schifffahrtssaison gefeiert.
- Meist Mitte Juni treffen sich im und vor dem Hafen die Zeesenboote, um ihre traditionelle Regatta durchzuführen.[13]
- Am zweiten Septemberwochenende findet in Zingst ein Shantychortreffen auf der Freilichtbühne am Zingster Kurhaus statt.
- Die Zingster Klaviertage wurden von Lutz Gerlach im Jahr 2001 ins Leben gerufen und haben sich mittlerweile zu einem deutschlandweit bekannten Festival mit internationalen und nationalen Künstlern entwickelt. An unterschiedlichen Spielorten in Zingst können Besucher dieses Festivals von Jazz bis Klassik alle Facetten der Klaviermusik genießen. Das Ziel des Festivals ist es, die Vielseitigkeit dieses Instrumentes zu zeigen.
- Bei der Zingster Kunstmagistrale treffen sich Profi- und Hobbykünstler aus dem Bundesgebiet und stellen Werke ihres Schaffens zur Schau.
- Auf dem Fotofestival Horizonte stellen bekannte Fotografen sowie auch regionale Fotografen ihre Werke vor. Im Mittelpunkt stehen der Mensch und seine Beziehung zu Landschaft, Flora und Fauna.
- Zingst  ist einer der drei Veranstaltungsorte des Darsser Naturfilmfestivals, auf dem jedes Jahr im Herbst der Deutsche Naturfilmpreis vergeben wird.

### Sprache
Auf Zingst wird Westpommersch – heute auch Vorpommersch genannt – ein Dialekt der Ostniederdeutschen Sprache gesprochen. Das Westpommersche weist einige westslawische Einflüsse auf. Typisch ist eine harte, knappe Aussprache. Beispiele finden sich in der deutschsprachigen Literatur insbesondere bei den beiden Märchen der Brüder Grimm „Von dem Fischer un syner Fru“ und „Von dem Machandelboom“ sowie in dem später vertonten Gedicht „Mine Heimat“ (Wo die Ostseewellen trecken an den Strand …), in dem die Barther Dichterin Martha Müller-Grählert ihre vorpommersche Heimat beschreibt.

## Wirtschaft und Infrastruktur

### Wirtschaft

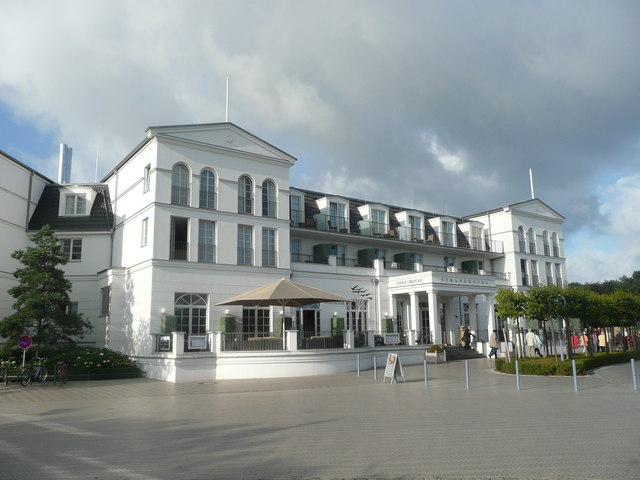
Steigenberger Strandhotel

Der dominierende Wirtschaftsfaktor auf der Halbinsel ist der Tourismus. Durch den Bau zahlreicher Ferienhäuser und Hotels stieg die Zahl der Übernachtungen seit der Wende stetig an. Mehrere Zeltplätze befinden sich auf der Halbinsel. So wurden im Jahr 2001 erstmals über eine halbe Million Übernachtungen registriert. Die beiden größten Hotels sind das Steigenberger-Hotel und das Resort-Hotel Vier Jahreszeiten mit jeweils rund einhundert Betten.
Im Jahr 1994 eröffnete die „Mutter-Kind-Kurklinik“ der Barmer Ersatzkasse als nicht unwesentlicher Wirtschaftsfaktor ihre Pforten. Es gibt ein Pflegeheim des Roten Kreuzes mit über vierhundert Betten.
Ehemals sehr wichtige Wirtschaftszweige, wie die Land- und Fischereiwirtschaft, spielen nur noch eine unbedeutende Rolle. Auch durch die Auflösung des Bundeswehrstandortes gingen Arbeitsplätze verloren.

### Verkehr

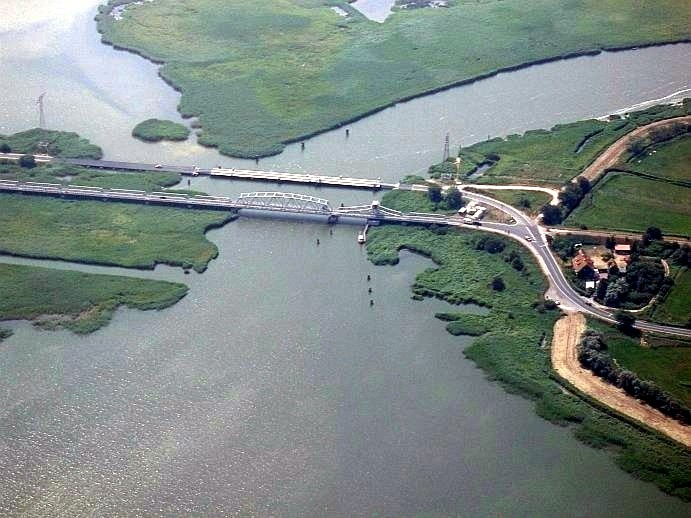
Meiningenbrücke

Zingst ist im Straßenverkehr über die Landesstraße 21, die westlich am Ort vorbeiführt, zu erreichen. Diese verläuft von Ribnitz-Damgarten (45 km entfernt) über Prerow entlang der Halbinselkette Fischland-Darß-Zingst bis nach Barth (13 km entfernt). Durch Zingst führt eine Straße von der Meiningenbrücke durch den Ort und am Ostseedeich zurück zur Landstraße 21. Die Straße wurde 1880 von Zingst zum Timmort an der jetzigen Meiningenbrücke gebaut. Dort gab es eine Fähre zur anderen Seite nach Bresewitz. Nach Osten führt eine Fahrstraße über die Ortslage Müggenburg bis zum Sundschlösschen am Rande der Sundischen Wiesen. Der weitere Fahrweg bis zum Pramer Ort ist für den Kfz-Verkehr gesperrt und nur für Fahrräder zugelassen.
Der Ort ist über die Buslinie 210 (Barth–Zingst–Prerow–Ahrenshoop–Ribnitz-Damgarten) der Verkehrsgemeinschaft Nordvorpommern erreichbar.

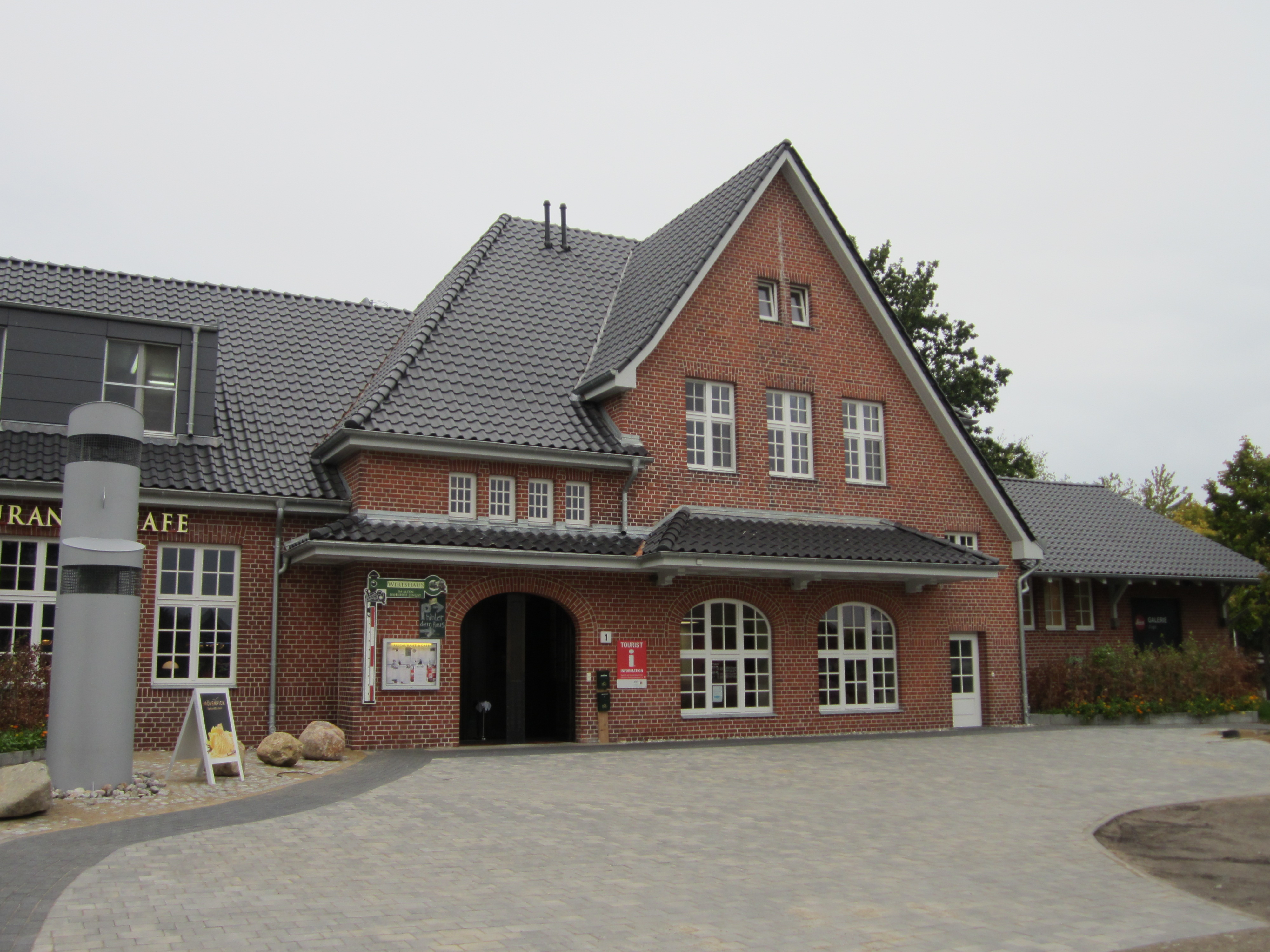
Ehemaliger Bahnhof der Darßbahn, heute Restaurant und Kunstgalerie

Der nächstliegende Bahnhof ist Barth. Hier verkehrt die Regionalbahnlinie RB 25 nach Velgast mit Anschluss nach Stralsund. Von 1911 bis 1947 war Zingst über die Darßbahn an das Eisenbahnnetz angeschlossen. Im Westen des Ortes steht noch das Bahnhofsgebäude, die Gleise wurden aber nach dem Zweiten Weltkrieg abgebaut und als Reparationsgut in die UdSSR gebracht. Es gibt Untersuchungen zur Reaktivierung der Eisenbahnstrecke nach Zingst/Prerow, wobei zunächst der Abschnitt von Barth bis Zingst wieder aufgebaut werden soll.
Durch Zingst führt der Ostseeküsten-Radweg. Die Deiche zum Zingster Strom und zur Ostsee sind als Fuß- und Radwege ausgewiesen. Große Teile des Ortes sind verkehrsberuhigt bzw. Fußgängerzone.
Von dem am Zingster Strom liegenden Hafen werden Schifffahrtslinien nach Vitte auf Hiddensee, Ahrenshoop, Barth und Stralsund bedient. Neben dem Hafen existiert noch ein Wasserwanderrastplatz.
In der Nähe von Barth befindet sich der Flughafen Barth.

### Rettungsstation der DGzRS

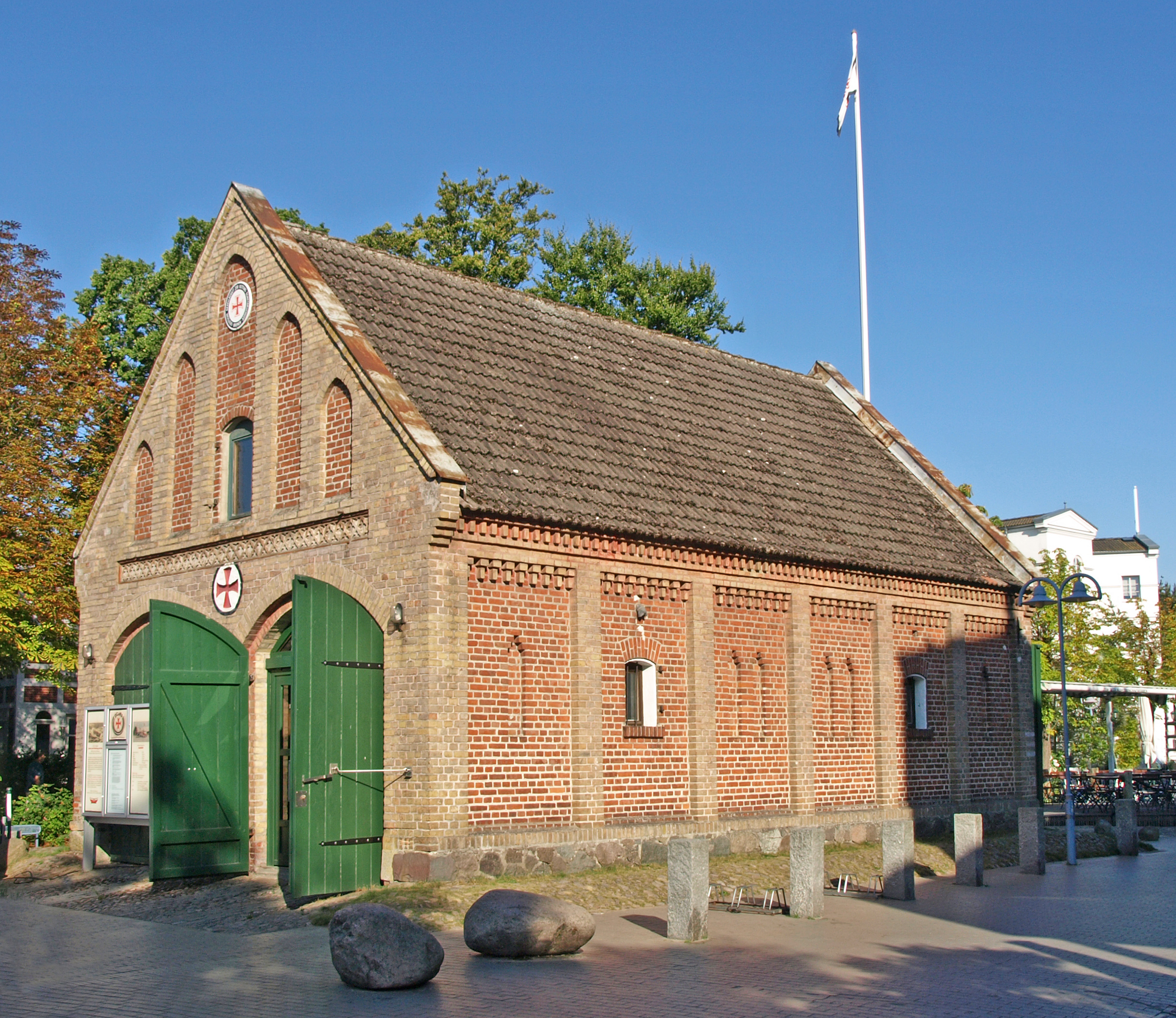
Alter Rettungsschuppen Zingst von 1873

Die alte königlich preußische Rettungsstation war 1857 eingerichtet und 1867 von der Deutschen Gesellschaft zur Rettung Schiffbrüchiger (DGzRS) übernommen worden. Nach der Wende bezog die DGzRS die Station wieder und stationierte ein Seenotrettungsboot für die Einsätze auf der Ostsee und dem hinterliegenden Bodden.

### Bildung
In Zingst existiert die Regionale Schule mit Grundschulteil (Realschule mit Hauptschulteil) in der Schulstraße 1.

## Persönlichkeiten

### Söhne und Töchter der Gemeinde
- Carl Prützmann (1864–1929), war ein Windjammerkapitän der Hamburger F. Laeisz-Reederei, später Amtsvorsteher in Zingst
- Gerhard Krause (1887–1950), Pastor in Zingst, Widerstandskämpfer gegen den Nationalsozialismus
- Kurt Klamann (1907–1984), Zeichner und Karikaturist
- Werner Kuhn (* 1955), Politiker (CDU)

### Mit Zingst verbundene Persönlichkeiten
- Hermann Bendix (1859–1935), Pädagoge und Komponist, Lehrer in Zingst
- Reinhold Hoberg (1859–1932), Maler, lebte in Zingst[15]
- Franz Pflugradt (1861–1946), Maler, lebte in Zingst
- Otto Laemmerhirt (1867–1935), Maler, lebte in Zingst[16]
- Max Hünten (1869–1936), Maler, lebte in Zingst
- Martha Müller-Grählert (1876–1939), Heimatdichterin, lebte in Zingst
- Karl Schneider-Carius (1896–1959), Meteorologe, gründete das Maritime Observatorium in Zingst
- Hans Stubbe (1902–1989), Agrarwissenschaftler, lebte in Zingst
- Dietrich Bonhoeffer (1906–1945), Theologe und Widerstandskämpfer gegen den Nationalsozialismus, leitete das Predigerseminar der Bekennenden Kirche auf dem Zingsthof
- Karl-Heinrich Kluge (1915–2005), Maler, lebte in Zingst
- Hans-Joachim Behrendt (* 1937), Kinderbuchillustrator, lebt in Zingst